# السياحة في منطقة الباحة
منطقة الباحة منطقة من مناطق المملكة العربية السعودية التي يرتادها المصطافون من داخل وخارج المملكة ودول مجلس التعاون الخليجي نظرًا لما بها من جمال الطبيعة ووجود الشواهد التاريخية والآثار مثل القلاع والحصون والقرى القديمة وملايين المدرجات الزراعية القديمة التي تعود لآلاف السنين خلاف الأودية والأنهار التي تصب شلالاتها في أعلى القمم، كما أن المنطقة مليئة بالغابات.

## الموقع
تقع في إقليم الحجاز في جنوب غرب المملكة العربية السعودية بين خطي طول 41/42 وخطي عرض 19/20 وتمثل موقعا وسطًا بين مناطق سياحية وهي من أجمل الأماكن السياحية في المملكة العربية السعودية حيث يحدها من الشمال والغرب منطقة مكة المكرمة ومن الجنوب والشرق منطقة عسير.

## الجغرافيا
مساحة منطقة الباحة ككل هي 10362 كم2، وتنقسم التضاريس في المنطقة إلى قسمين:
- الجبال وتتبع لسلسلة جبال الحجاز.
- السهول وتتبع لسهول إقليم تهامة.

## المناخ
يؤثر اختلاف التشكيلات التضاريسية في مناخ المنطقة، فقطاع الحجاز يتعرض لجبهات هوائية رطبة تأتي من السهل التهامي فتتكون السحب والضباب وغالبا ما يتعرض القسم الحجازي لسحب وضباب في فصل الشتاء بسبب هذه الكتل الهوائية القادمة من البحر الأحمر بالإضافة إلى عواصف رعدية وتتدنى درجات الحرارة وتتعرض لأمطار غزيرة فيما تمتاز بمناخ معتدل عليل في فصلي الربيع والصيف، اما قطاع تهامة فمناخه مختلف عن قطاع الحجاز على الرغم من قرب المسافة بين القطاعين (25 كلم). تهامة سهول ساحلية متموجة ترتفع فيها درجة الحرارة صيفا ودافئة شتاء ومعتدلة في فصل الربيع. وعموما يعتبر مناخ منطقة الباحة ضمن نطاق الإقليم الجاف الا ان المناخ معتدل البرودة شتاء، عليل جميل في بقية فصول السنة. تتراوح نسبة الرطوبة في المنطقة بين 52% إلى 67% والضغط الجوي بين 602 إلى 607، ويبلغ متوسط درجة الحرارة 23 الدرجة الكبرى و12 الدرجة الصغرى، ويتراوح معدل هطول الأمطار في الحجاز بين 229 ملم إلى 581 ملم وفي قطاع تهامة بين 100 ملم إلى 250 ملم سنويا.
| المناخ في الباحة | المناخ في الباحة | المناخ في الباحة | المناخ في الباحة | المناخ في الباحة | المناخ في الباحة | المناخ في الباحة | المناخ في الباحة | المناخ في الباحة | المناخ في الباحة | المناخ في الباحة | المناخ في الباحة | المناخ في الباحة |
| درجة الحرارة     | درجة الحرارة     | درجة الحرارة     | درجة الحرارة     | درجة الحرارة     | درجة الحرارة     | درجة الحرارة     | درجة الحرارة     | درجة الحرارة     | درجة الحرارة     | درجة الحرارة     | درجة الحرارة     | درجة الحرارة     |
| شهر              | يناير            | فبراير           | مارس             | أبريل            | مايو             | يونيو            | يوليو            | اغسطس            | سبتمبر           | أكتوبر           | نوفمبر           | ديسمبر           |
| ---------------- | ---------------- | ---------------- | ---------------- | ---------------- | ---------------- | ---------------- | ---------------- | ---------------- | ---------------- | ---------------- | ---------------- | ---------------- |
| العظمى م°        | 21.9             | 23.7             | 26.7             | 28.7             | 32.3             | 35.1             | 34.4             | 34.3             | 33.9             | 29.6             | 25.4             | 22.7             |
| الصغرى م°        | 8.4              | 9.5              | 12.7             | 15.1             | 18.6             | 21.7             | 22.9             | 22.9             | 20.5             | 15.5             | 11.9             | 9.1              |

## محافظات ومدن المنطقة

### مدينة الباحة
الباحة هي العاصمة الإدارية وواسطة عقد بين محافظات المنطقة وفيها جميع الخدمات وفيها تكثر الغابات ومنها: غابة رغدان الشهيرة ودار الجبل والزرقاء وغيرها. ويبلغ عدد محافظات منطقة الباحة 9 محافظات.

### محافظة بلجرشي

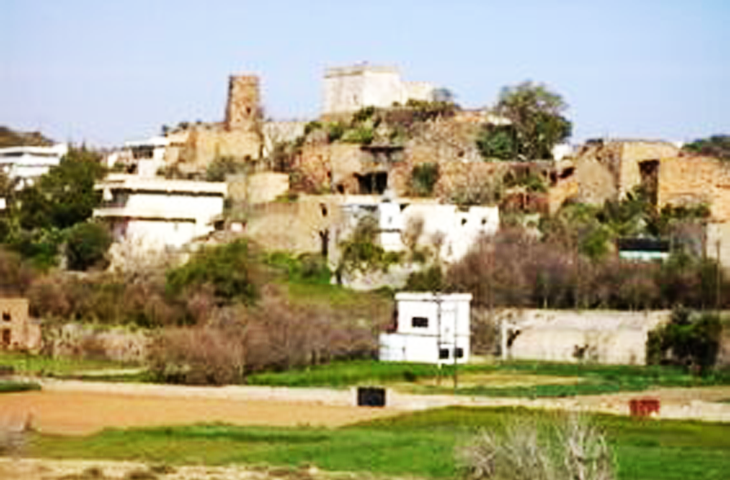
محافظة بلجرشي

محافظة بلجرشي: مكان من أمكنة السحر الطبيعي والتراث في منطقة الباحة اسمها نسبة إلى قبائل بلجرشي من غامد. تقع في وادي فسيح يسمى وادي السليل وهي مدينة تراثيه.

### محافظة العقيق

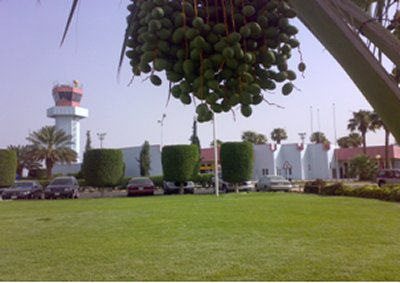
محافظة العقيق

وتقع محافظة العقيق على بعد 40 كيلومترًا تقريبًا عن مدينة الباحة، ويقع فيها مطار الباحة وتشتهر هذه المحافظة بزراعة النخيل وفيها سد العقيق الكبير من أشهر السدود في منطقة الجنوب بالمملكة العربية السعودية.

### محافظة المندق
متربعة على قمم جبال الحجاز ومطلة على إقليم تهامة. على بعد خمسة وأربعون كم شمال منطقة الباحة وهي من أجمل محافظات المملكة وهي عروس الجنوب وتشتهر بمناخها الجميل والنقي.

### محافظة المخواة
مكمن الدفء والسياحة الشتوية.. تقع في إقليم تهامة وتشكل موسم سياحي على مدار العام.. تبعد عن الباحة بمسافة أربعين كم وتشتهر بمواقعا الأثرية

### محافظة قلوة
سفح ممتد بين جبال تهامة وتعد من أجمل الأماكن السياحية الشتوية وتبعد عن مدينة الباحة بحوالي سبعين كم.

### محافظة القرى

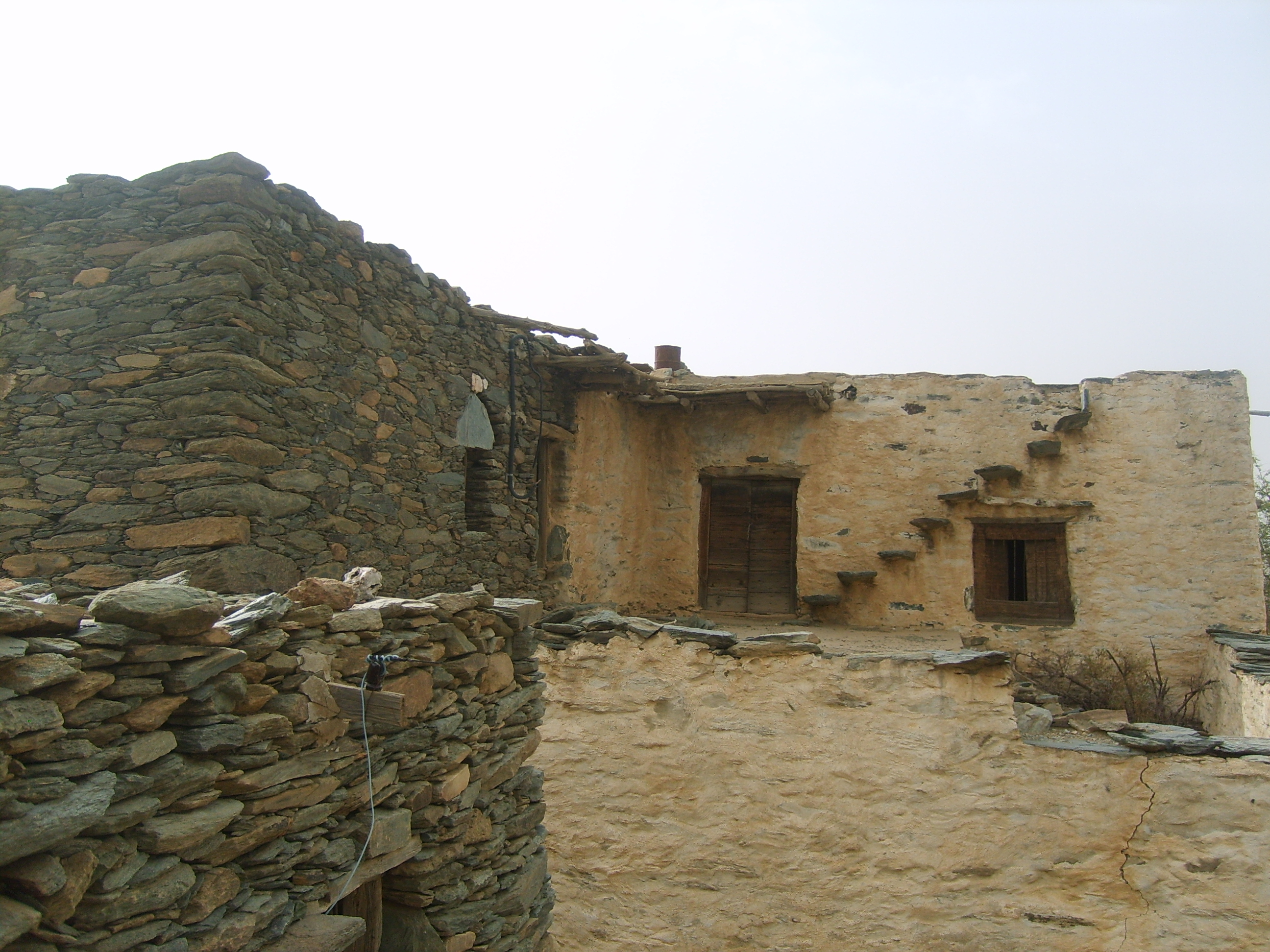
محافظة القرى

بوابة المنطقة من الجهة الشمالية على بعد خمسة وثلاثين كم من مدينة الباحة. تعد أولى محطات الوصول السياحية بالمنطقة وبها قرى اثرية ومن اهمها قرية الاطاولة الاثرية، وتشتهر المحافظة بزراعة الرمان وهو رمان وادي بيدة المشهور من أفضل أنواع الرمان.

### محافظة بني حسن

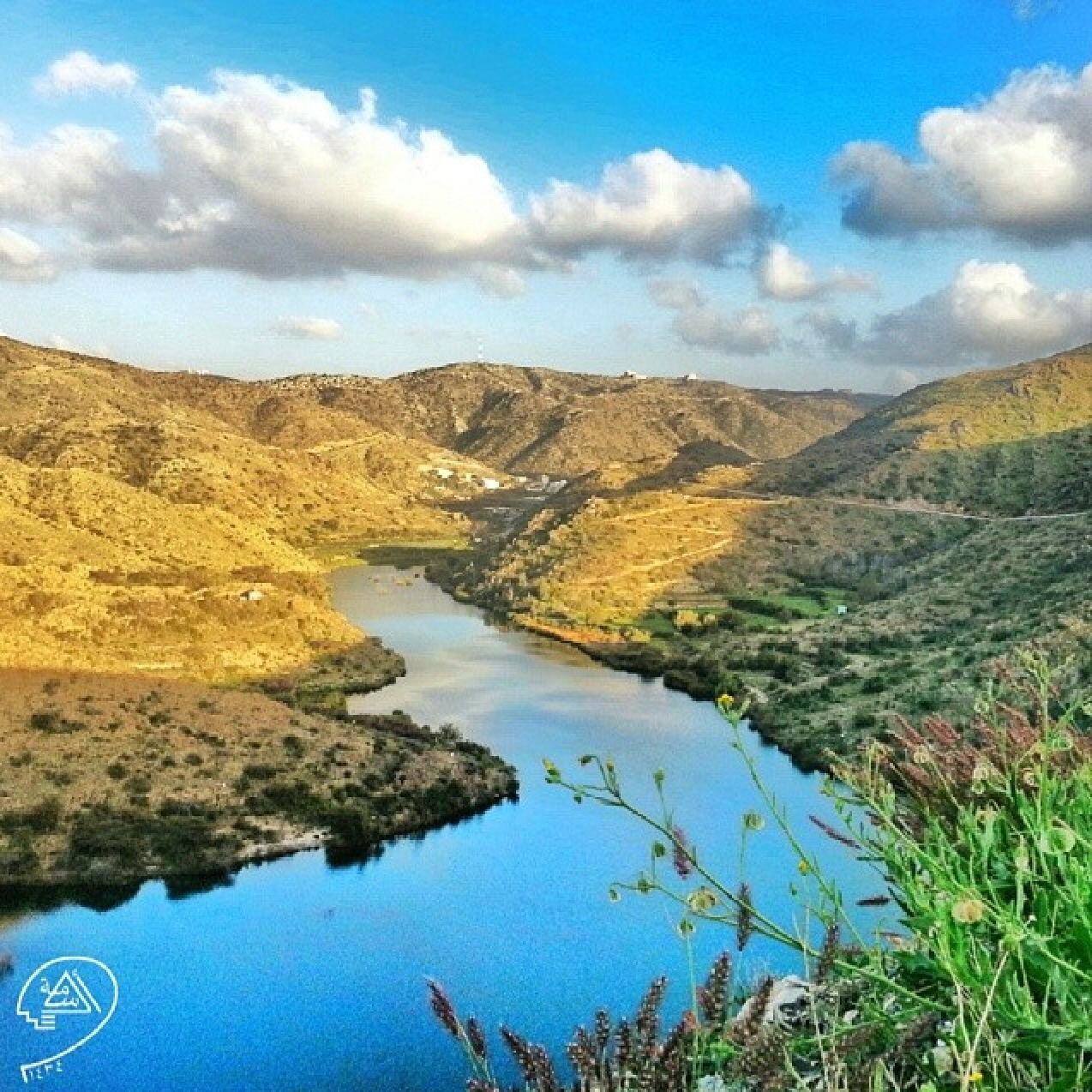
محافظة بني حسن

كانت مركز تابعا لمحافظة المندق وأصبحت الآن محتفظة في الدرجة الثانية وتشتهر بجمال طبيعتها

### محافظة غامد الزناد
كانت مركزا تابعا لمحافظة بلجرشي وأصبحت الآن محافظة في الدرجة الثانية وهي محافظة تراثيه.

### محافظة الحجرة
كانت مركزا تابعا لمحافظة قلوة وأصبحت الآن محتفظة في الدرجة الثانية وتشتهر بزراعة الموز والمانجو ويشتهر سكانها بالزراعة.

## الزراعة
تشتهر منطقة الباحة بزراعة وهي منطقة زراعية هامة وتشتهر بزراعة الفواكة الصيفية.
- الرمان وهو من أهم المنتجات في منطقة الباحة ورمان الباحة المعروف برمان بيدة من أطيب أنواع الرمان في العالم.
- العنب
- المشمش
- الخوخ
- التين الشوكي
- اللوز
- التين
- البرتقال
- الموز
- المانجو
- الكادي
- الريحان
- الياسمين
- الليمون
- التين
- الشعير
- الذرة
- القمح
- السمسم
- العدس
- التمر
- السفرجل
- اليوسف
- التوت البري
- الزيتون
- البطيخ
- الفطر
- النعناع
- البن
- الكمثرى
- الفجل
- البصل
- الطماطم
- الخيار
- الخس
- الجرجير
- الجزر
- البخارة
- النبق
- الورد
- الشمام

(وغيرها)

## الاثار والمتاحف

### الاثار

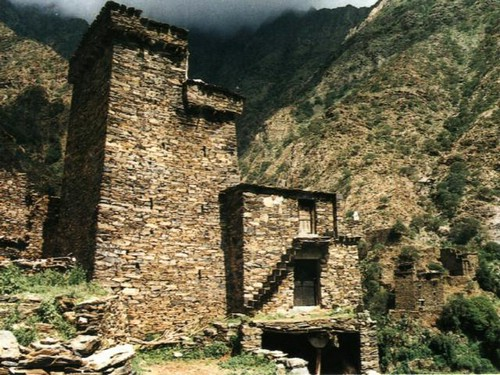
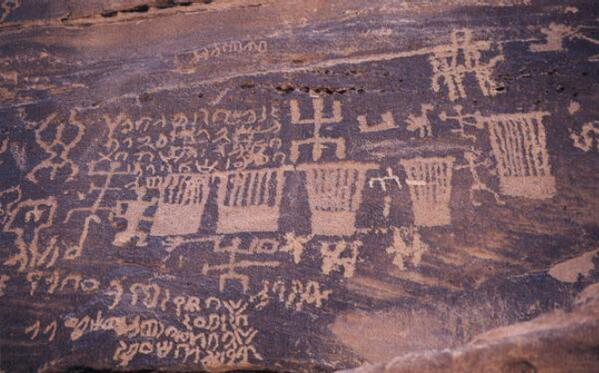
نقوش قديمة عثر عليها في جبال الباحة
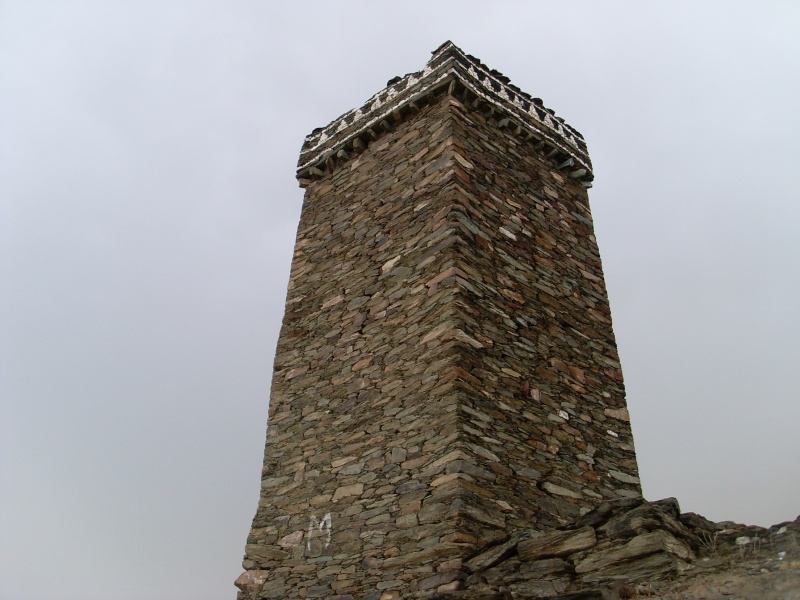
حصن مشنية، بمحافظة المندق
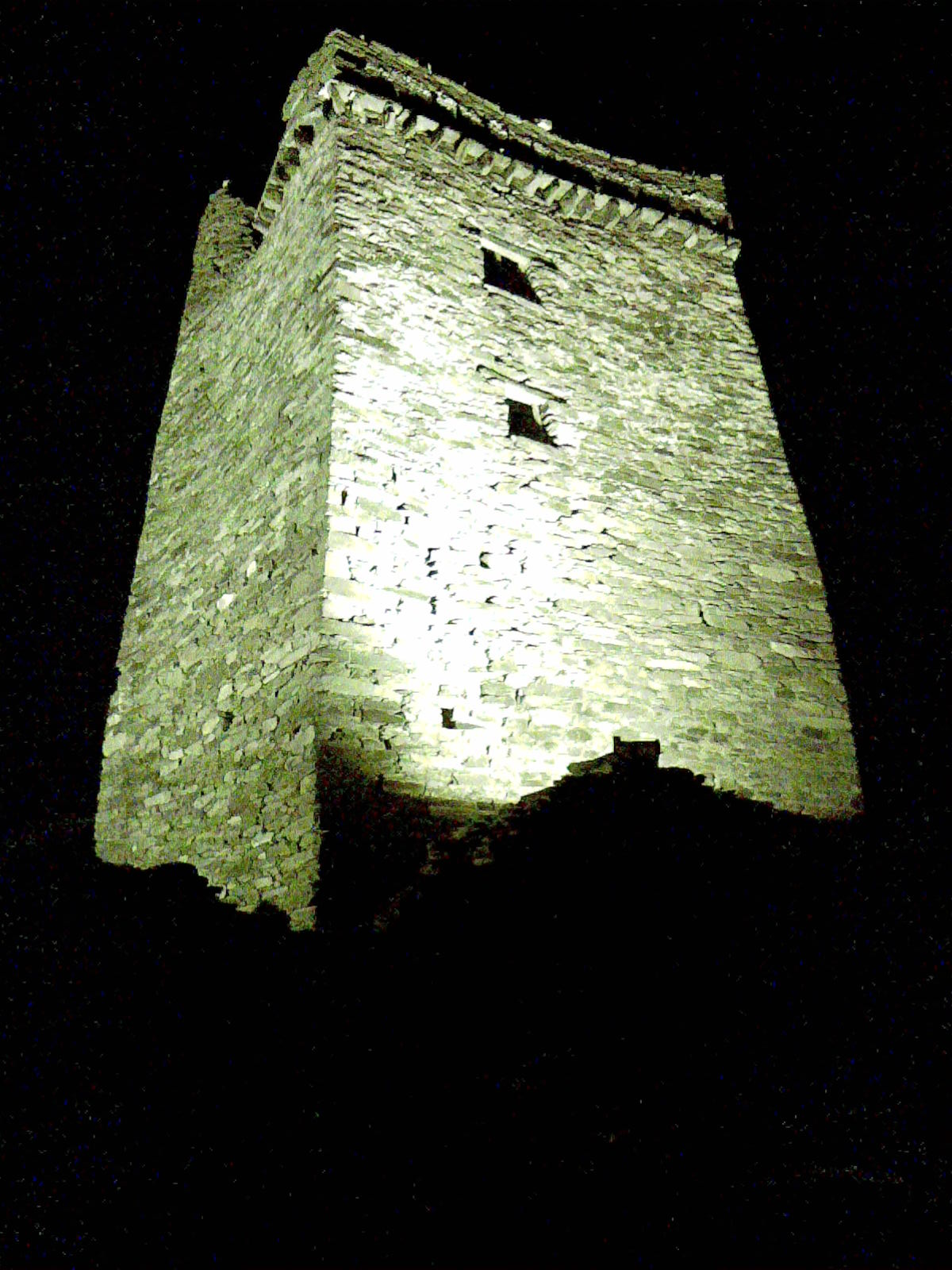
حصن الزهوان الشهير  بمحافظة القرى
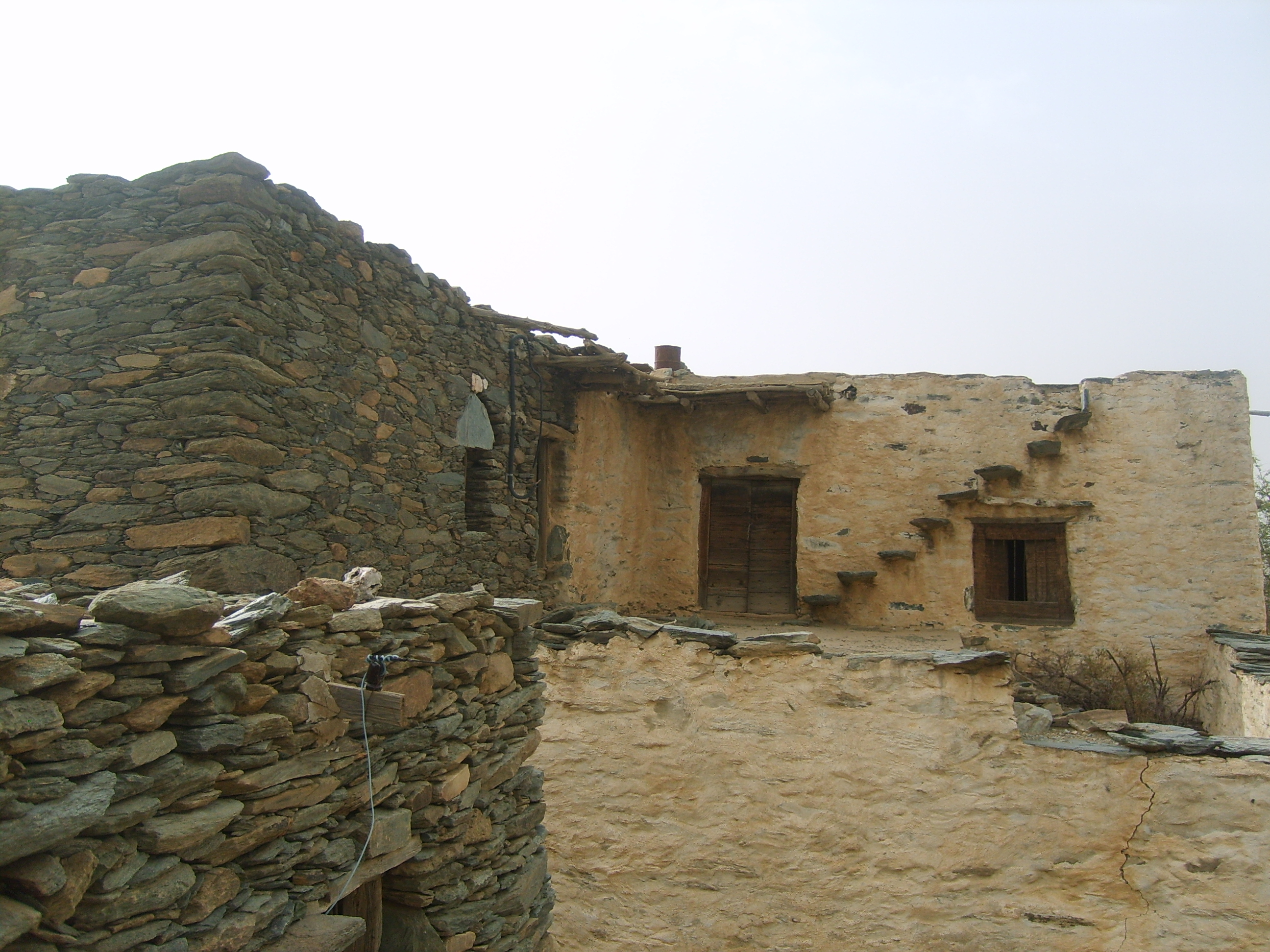
بيوت قرية الحكمان الأثرية
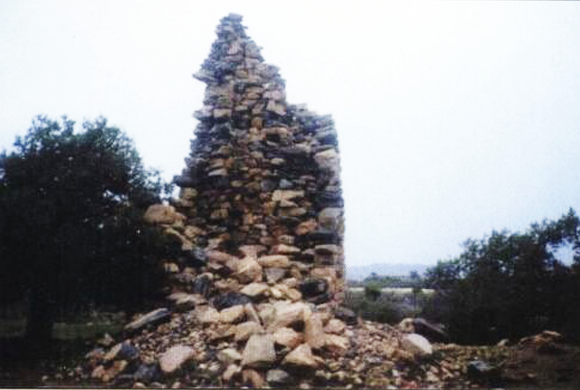
حصن زحاف القديم
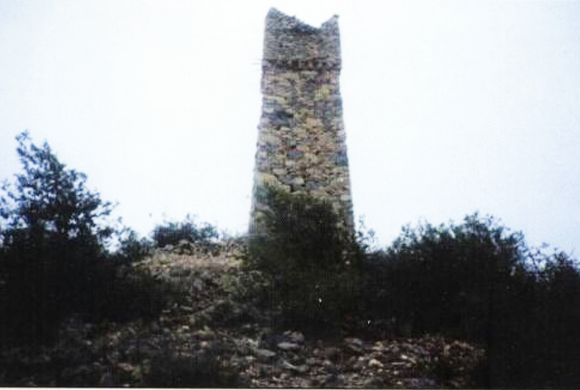
حصن آل حبه
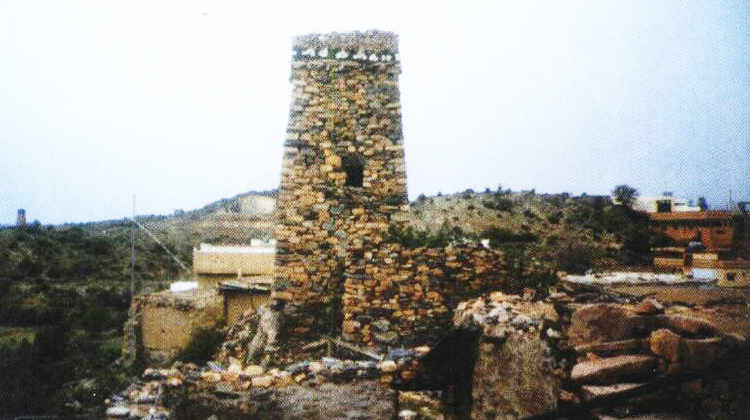
حصن حلق الفقير
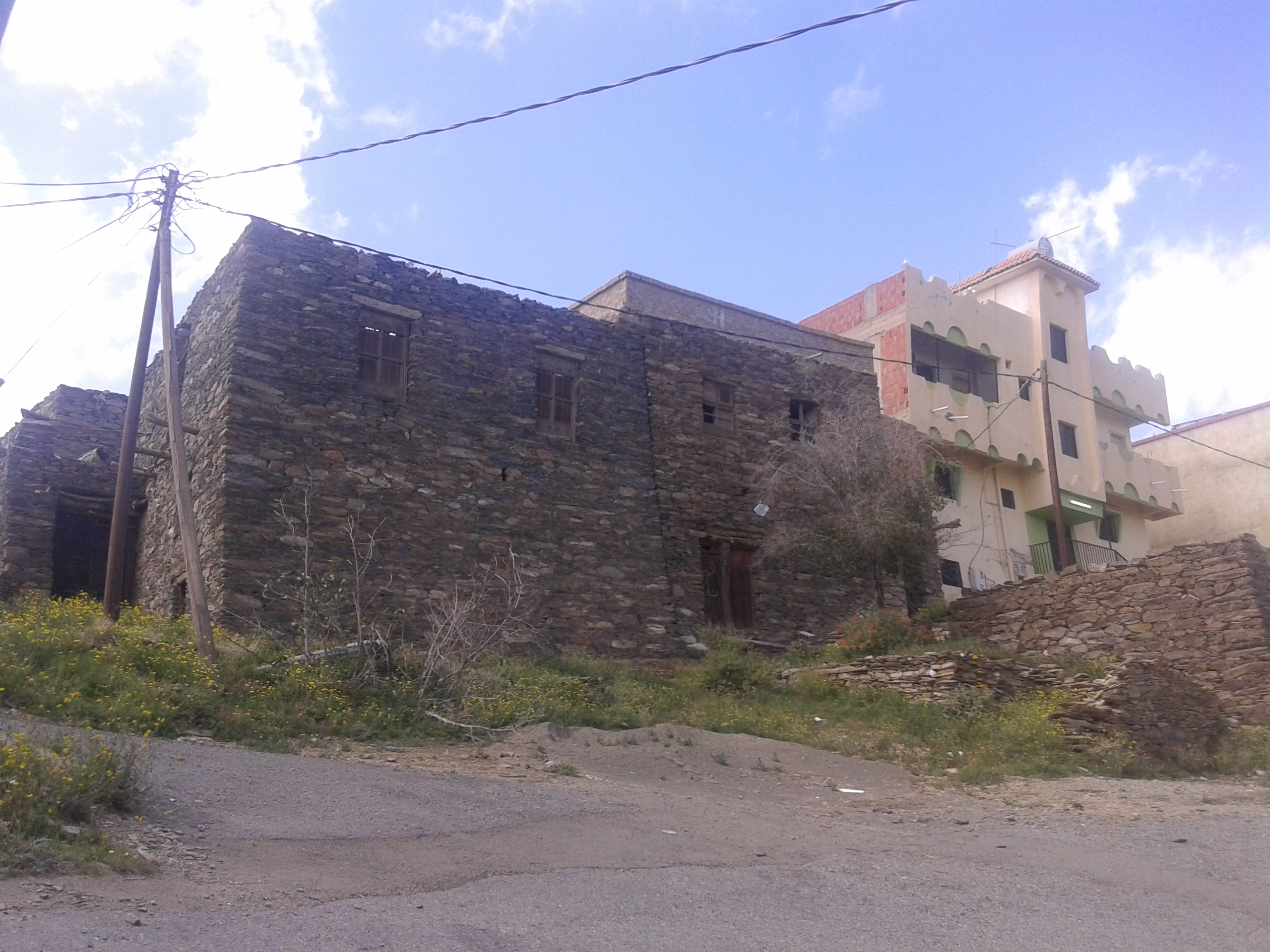
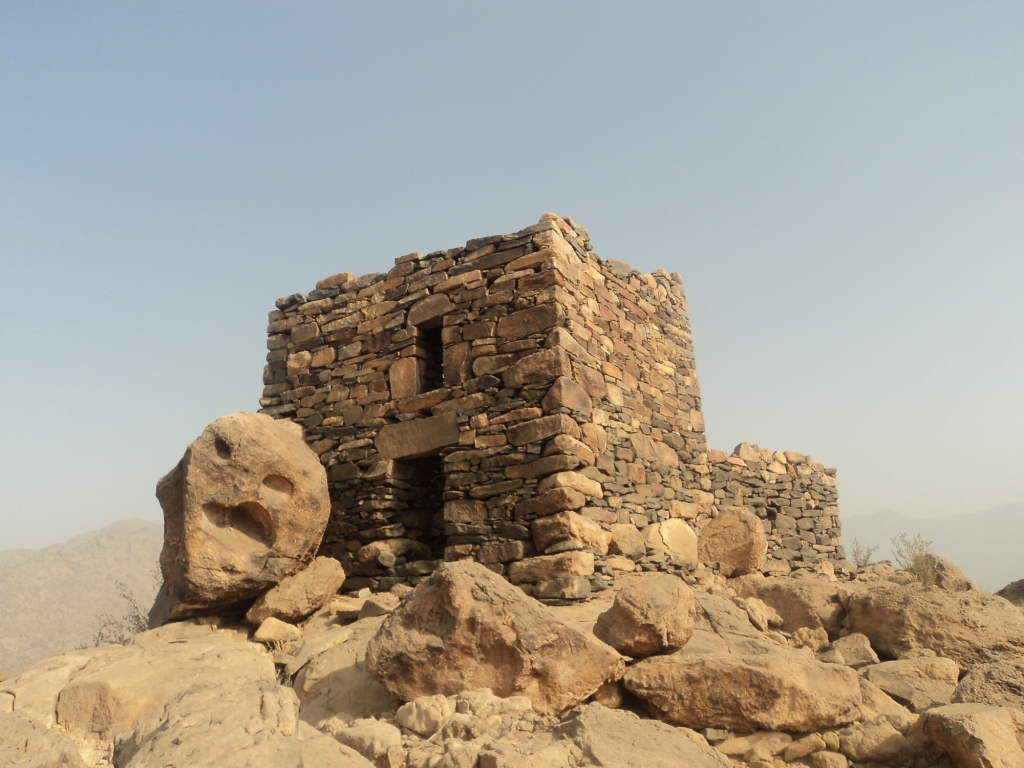
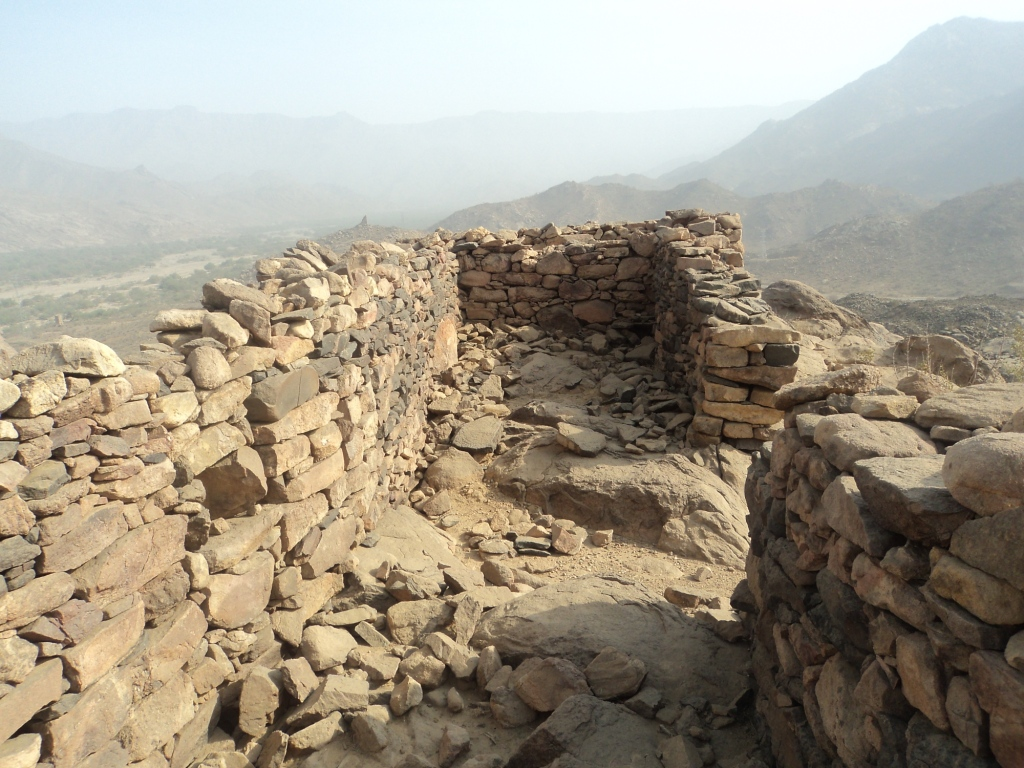
منازل ال فاران في قرية ال نعمة
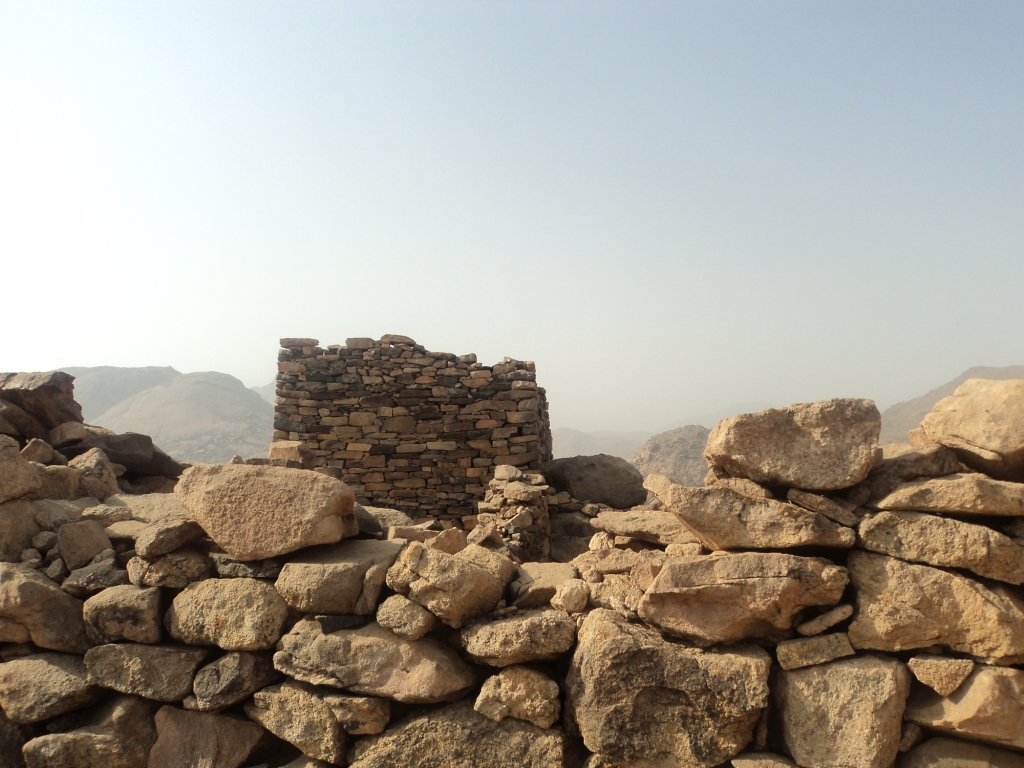
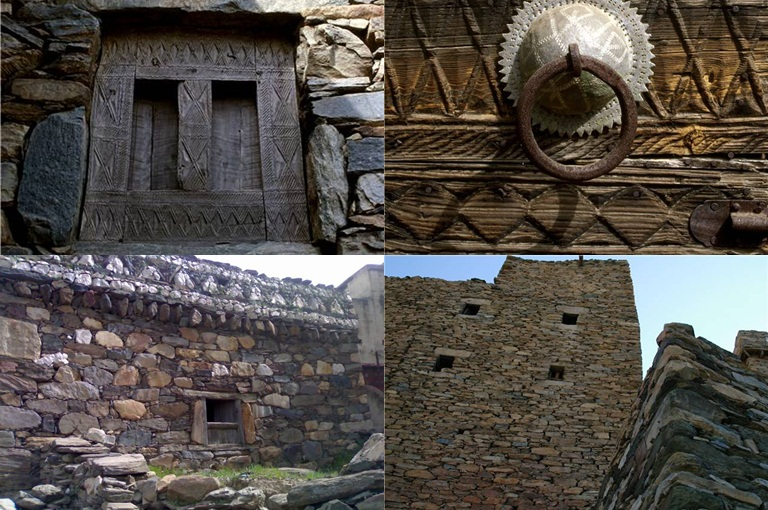
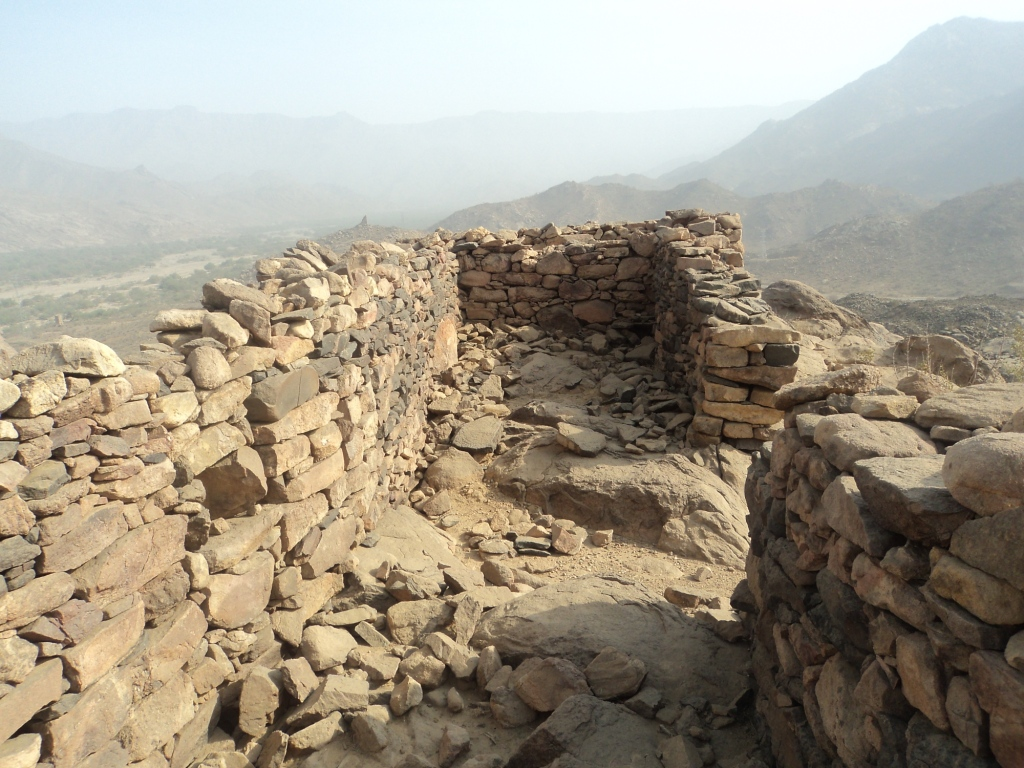
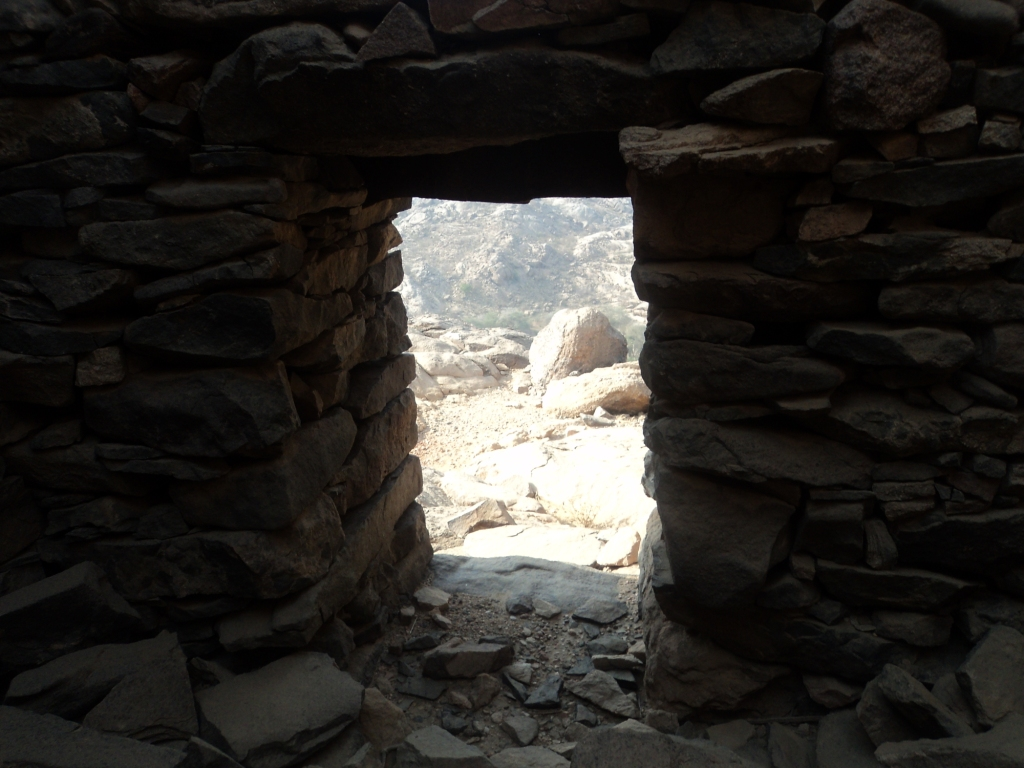
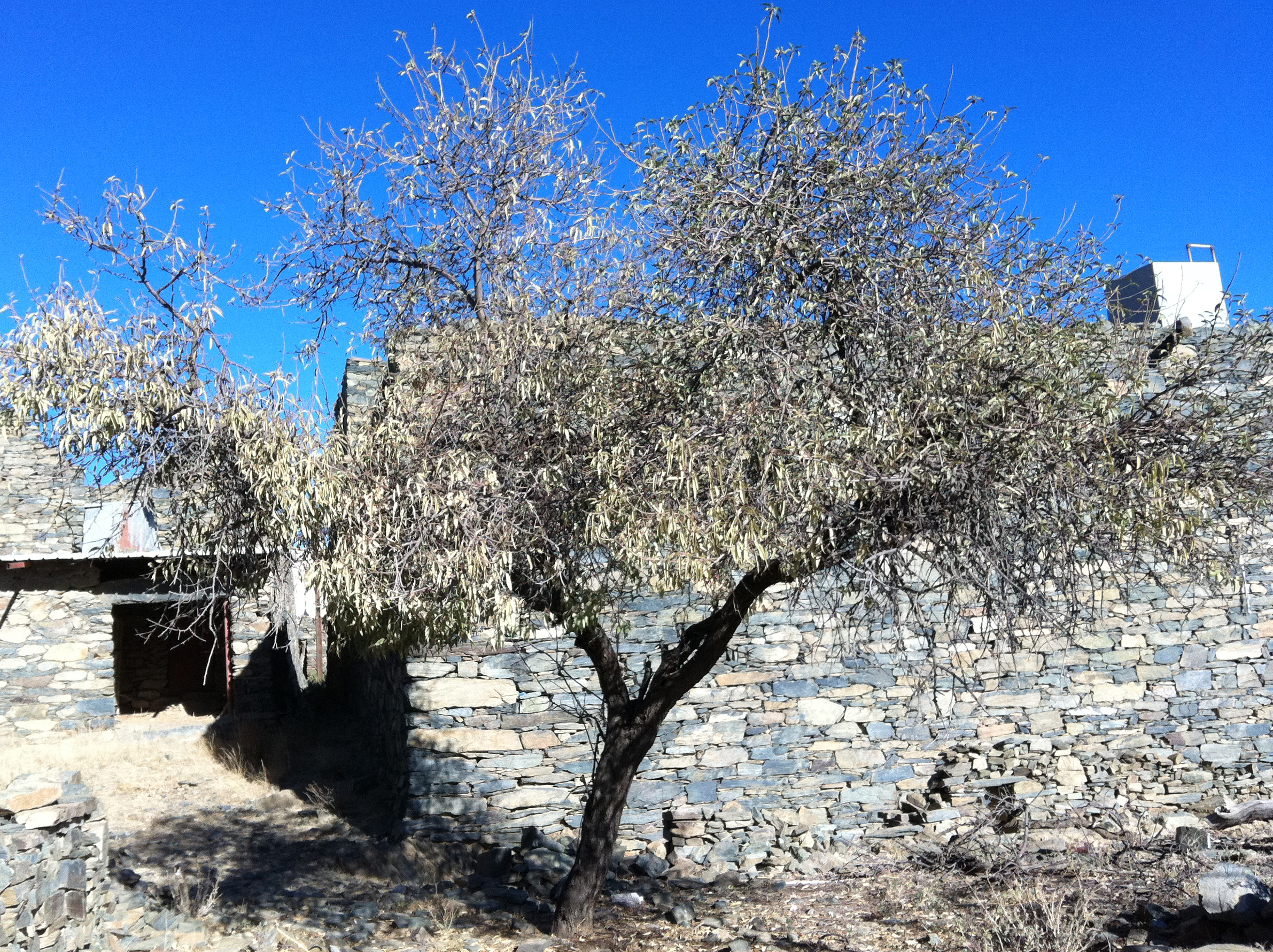
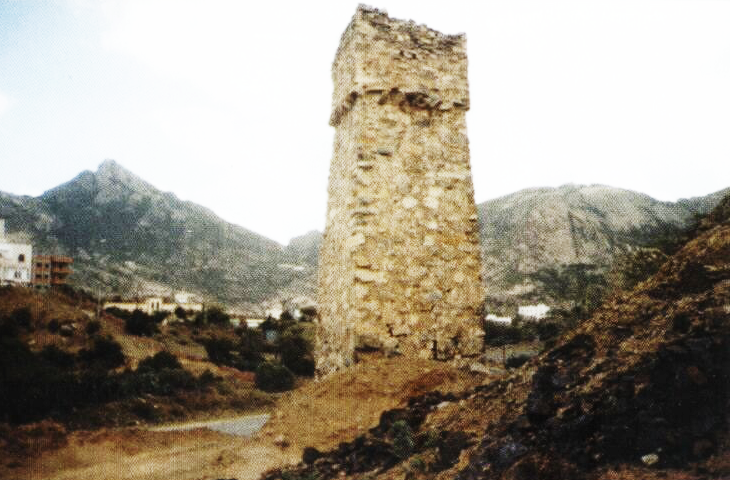
حصن سد الوادي
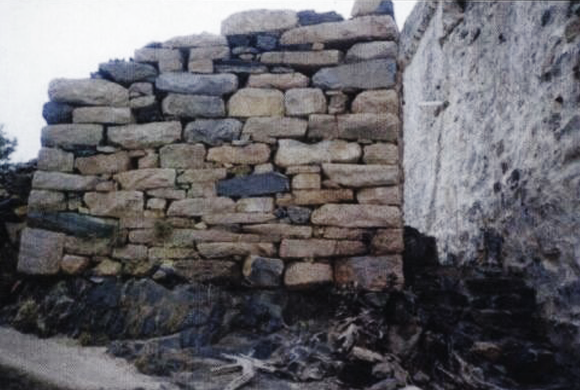
حصن الجرين الطويل
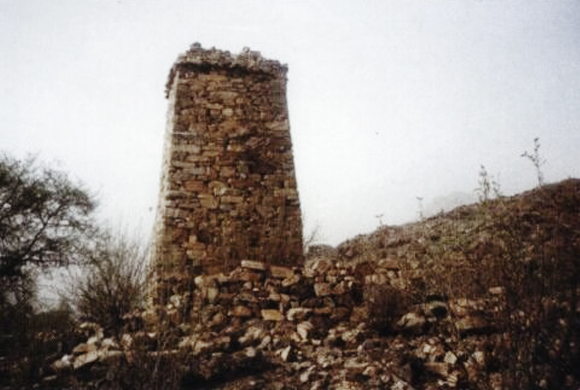
حصن الأمادرة
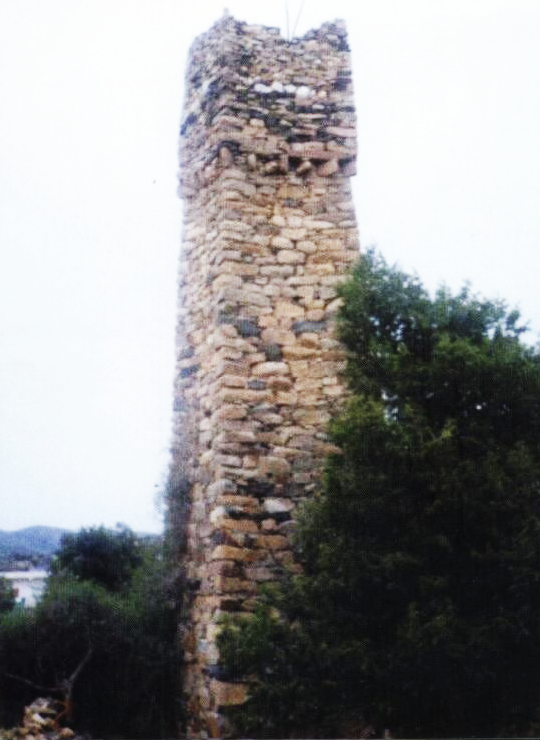
حصن زحاف الجديد
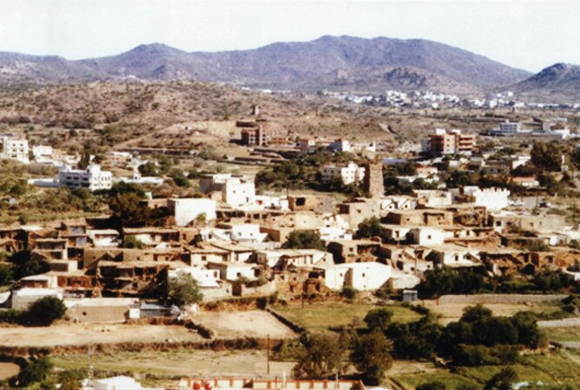
سنان القديمة الدار
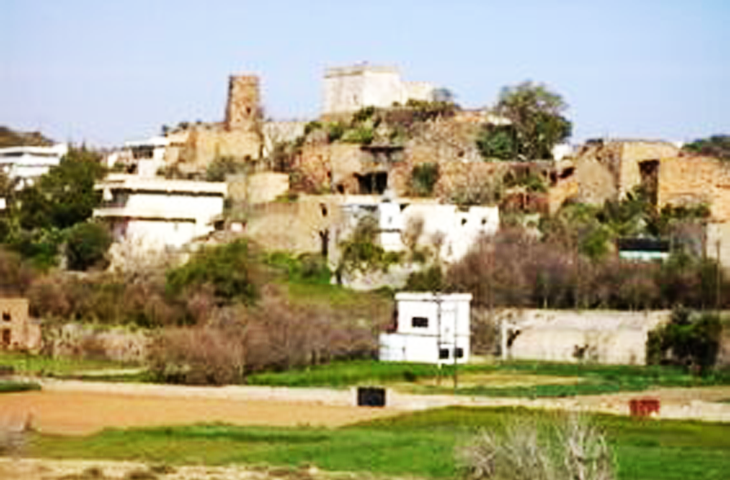
بلاد حوالة، بمحافظة بلجرشي
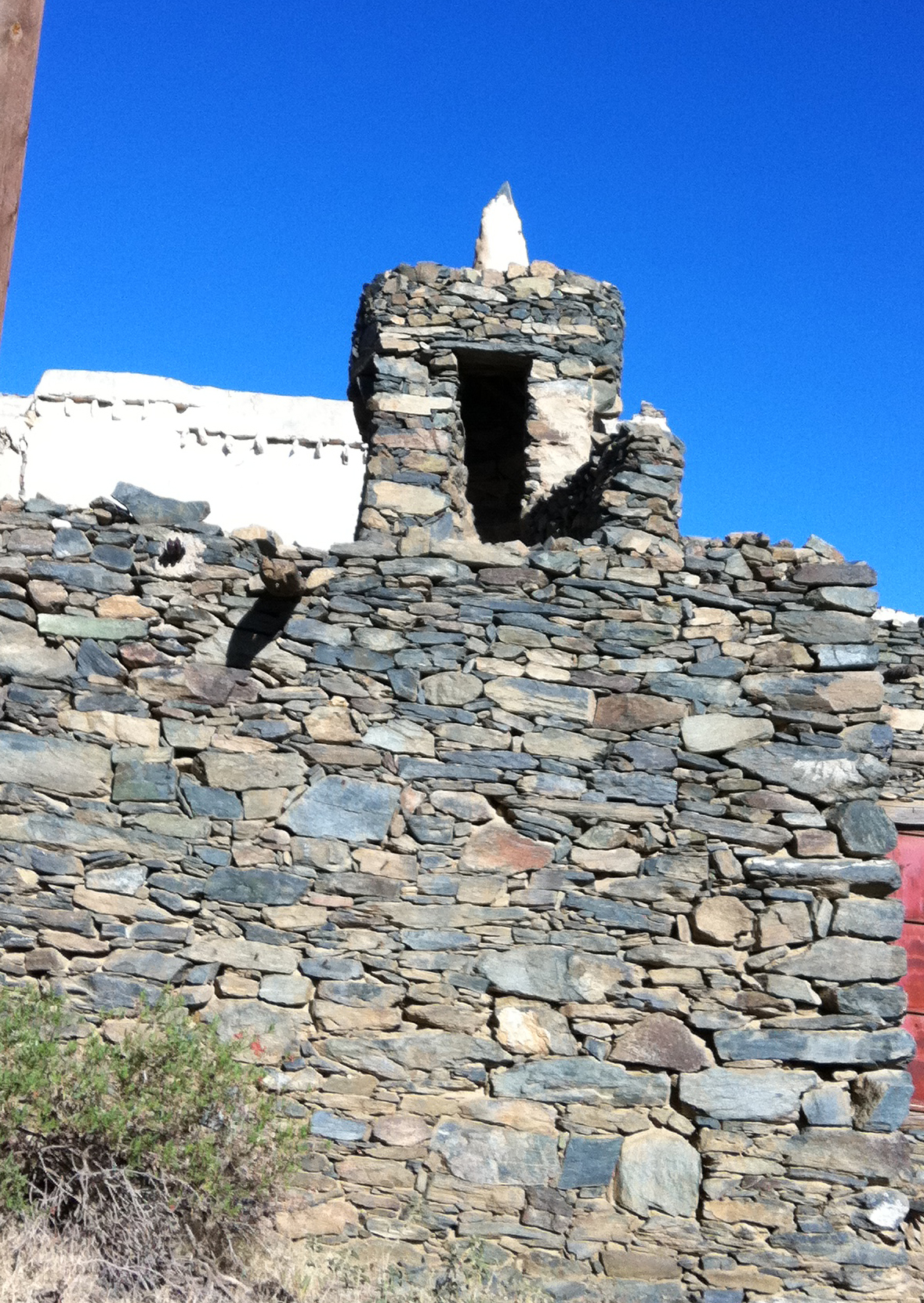
منارة مسجد قديمة

وتشتهر الباحة بكثرة المعالم الأثرية وتجد في كل قرية وحي معلم أثري
- قرية ذي عين الأثرية من أهم معالم المملكة
- وادي البسوس
- طريق الفيل
- صنم ذو الخلصة
- بئر الثقفي
- الخلف والخليف
- جبل عيسان
- جبل قهب
- جبل الروحي
- جبل دموا
- جبل منجل
- بيت الكدسة
- الحي التاريخي
- قرية الضفير
- قبور زبنات
- الغرود
- العنق
- قرى روضة بني سيد
- مشقف
- دغش
- المعملة
- قلاع بخروش
- جبال شدا
- قرية الأطاولة الأثرية
- قرية الملد الأثرية
- قلاع بن رقوش
- حصن الزهوان
- قرية القهاد
- حصن زحاح القديم
- حصن قرية مشنية
- سنان القديمة
- سوق الخميس
- سوق السبت
- قرية الشوق
- قرية عشم
- العصداء
- قرية الحكمان
- منازل ال فاران

### المتاحف
- متحف الباحة الإقليمي
- متحف قرية ذي عين
- المتحف الشعبي
- متحف الشيخ محمد بن مصبح

## الفنون الشعبية
من بين الفنون الشعبية التي تزخر بها منطقة الباحة بعيدا عن العرضة واللعب العديد من الفنون والأنماط الشعبية الأخرى والتي نشير هنا إلى بعضها فهناك فن (المسحباني): وفي الغالب يأتي هذا اللون بعد فن اللعب حيث يمتاز برتمه الثقيل ويلاحظ عليه بأنه يؤدى من خلال صفين متقابلين يتم تشكيلها من قبل المشاركين في أداء هذا الفن الأصيل بحيث يتم الأداء بحركة موحدة وقصائد هذا اللون تأتي ثلاثية الأبيات أحيانًا ومنها أيضا مايكون ثنائيا وكذلك رباعي الأبيات وكلماته ذات طابع سهل جدًا ومن الفنون التي لا تزال تحظى بمكانة جماهيرية في منطقة الباحة فن (المجالسي) وهو فن يشبه إلى حد كبير في قصائده فن اللعب حيث يؤدى من قبل الشاعر ثم يكرر الحضور آخر بيت في قصيدته الشعرية ويبدأ بالثناء على صاحب المجلس ثم ينتقل كل شاعر بغرضه ويغلب عليه كذلك طابع الغزل العفيف الا انه لا يخلو من أداء بعض أغراض الشعر الأخرى.
ومن الفنون التي يشار إليها بالبنان في منطقة الباحة خاصة وانه فن ذو مميزات خاصة عن بقية الفنون الشعبية المعروفة في هذه المنطقة فن (طرق الجبل) وسمي بهذا الاسم نسبة لأدائه في المناطق الجبلية ويسمى أيضا «بالطويل» وذلك نسبة إلى رتمه الطويل حيث يؤدى هذا اللون في «الجبل» وعلى الآبار ومع الجمّآلة ويمتاز الذي يؤدي هذا اللون بنفسه الطويل وكلماته الجميلة وهناك الكثير من محبي وعشاق هذا اللون من كافة طبقات المجتمع إضافة إلى اشتراط النفس الطويل فيمن يردد هذا اللون لابد أن يمتاز بالصوت الشجي الذي يميل إلى الحزن في أدائه. ومن بين الفنون الشعبية في الباحة فن البيني: وهذا الفن الاصيل أشبه إلى حد كبير بالمسحباني في أدائه ورتمه وأكثر ما يؤدى في سهول تهامة ويؤدى على شكل صفين متقابلين وكلماته تميل إلى الغزل.

### فنون البادية
للبادية في منطقة الباحة العديد من الفنون التي تخصها وتميزها ومن بين فنون البادية في الباحة المحاورة وهو نوع من أنواع الشعر المجالسي يشترك فيه أكثر من شاعر أحدهم يبدع، فيما يرد الشاعر الآخر بنفس القافية وانسياق المعنى وهذا الوضع شرط أساسي في أداء هذا اللون الغنائي، والثالث يأتي بأبيات تكمل معنى الاثنين السابقين. وقد يعود القول للأول وهكذا وفي بادية الباحة تمارس نفس الفنون المتعارف عليها في الباحة إلى جانب مع العديد من الفنون الشعبية التي تخص أهل البادية مثل السامر والهجيني والقلطة.وتمتاز هذه الفنون وغيرها من الفنون الشعبية الأخرى بالباحة بانها ذات حضور مميز في المناسبات والمهرجانات الوطنية خاصة مهرجان الجنادرية حيث تقدم فنون الباحة الشعبية في هذا المهرجان كل عام وتنال حضورا جماهيريا كبيرا كما ان فنون الباحة الشعبية من الركائز الأساسية في دعم السياحة في الباحة فالفرق الشعبية في المهرجانات تقوم بدورها بشكل كامل في هذا الجانب عبر تقديم العديد من العروض الشعبية للفنون المعروفة بالمنطقة وذلك بدافع حرصها الكبير على الحفاظ على التراث الفني لهذه المنطقة من الإهمال والضياع والنسيان معتمدة في ذلك على إمكانات شحيحة لكنها تعوضها بالرغبة الأصيلة لدى أعضاء الفرق والإداريين القائمين عليها وتتطلع الفرق الشعبية في منطقة الباحة إلى المشاركة عربيًا ودوليًا في المهرجانات الفنية وذلك للمساهمة في إبراز وتمثيل وإحياء كافة فنون مناطق المملكة من شمالها إلى جنوبها ومن شرقها إلى غربها.

## الأكلات الشعبية في المنطقة
تشتهر موائد الطعام بمنطقة الباحة بأكلات شعبية تحتوي على عناصر غذائية عديدة مفيدة حيث تعد من أغنى الموائد المليئة بالفيتامينات نظرًا لارتفاع قيمتها الصحية وتنوع فوائدها الغذائية مما جعل هذه الأكلات حاضرة في جميع المناسبات.
وتتميز منطقة الباحة بالعديد من الأكلات الشعبية وذلك نتيجة للتنوع الثقافي، وأصبحت هذه الأكلات منافسًا قويا للأكلات الحديثة برغم عدم معرفة الكثير من الجيل الحديث بها إلا أن الآباء والأمهات حريصون على بقاءها عبر مشاركتها الموائد الحديثة في جميع المناسبات العامة والخاصة وكونها مظهرًا من مظاهر الكرم.
- الدغابيس / من الأكلات اللذيذة التي تشتهر بها منطقة الباحة وهي عبارة عن عجينة من دقيق البر تقطع بحجم قبضة اليد أو أكبر وتشكل على أشكال دائرية ثم توضع في القدر المملوء بالماء المغلي مع اللحم والمرق، ويصنع منها أحجام كبيرة في مناسبات الزواج مبالغة في إكرام الضيوف.
- الخبزة المقناه / بشد النون وهي من الأطعمة الأساسية لأهالي المنطقة حيث تعمل من دقيق القمح الذي يعجن بالماء ثم يوضع على صخرة رقيقة السماكة بعد أن تسخن بإيقاد النار عليها ثم تغطى بما يشبه الصحن وهو ما يعرف بالمشهف المصنوع من الفخار أو من الحديد الرقيق السماكة ثم تغطى ببقية الرماد والجمر وتوقد عليها نار صغيرة حتى تصبح جاهزة لاستخرجها وتقديمها، وعادة ما يتنافس العديد من الأهالي في إعداد أكبر خبزة إمعانا في كرم الضيافة، وهي أكبر رغيف في العالم.
- العصيدة / إحدى الأكلات الشعبية المشهورة بالمنطقة وعلى مستوى المنطقة الجنوبية، وهي تصنع من أنواع الحبوب البر والذرة الصفراء والبيضاء والدخن ويتم تحريكها بعصا بسرعة متوسطة لتستوي بلزوجة معينة حتى تنضج وعادة ما تؤكل مع المرق واللحم والسمن والعسل.
- السويقة / وهي تعمل من الشعير غير المستوي بحيث يتم حصاده على غير استواء كامل ويطبخ في سنابله في قدر كبير الحجم ويملح وبعد أن ينضج يستخرج ويتم فرده تحت أضواء الشمس حتى يجف ويتيبس ثم يدق بعصا غليظة تسمى المخبطة وبعدها يتم فصل السنابل والشوائب عن الحبوب بواسطة المنخل والغربال وبعد التصفية يطحن بواسطة الرحى ثم يصنع منه العصيد الذي يقدم على قدح من السمن في صحفة من خشب الغرب.
- المثرية / التي تصنع من الدقيق واللحم والمرق والسمن والعسل، ويشابهها أكلة العيش ولكنها تختلف عنها من حيث قوة التماسك ومكوناتها هي نفس مكونات المثرية ويضاف لها السمن والعسل واللبن ويتم وضع العيش في أقداح أو تدهن بالعسل والسمن ثم تؤكل، ولا زالت هذه الوجبة تقدم ضمن الوجبات الشعبية بالمنطقة.
- الفريقه / وهي نفس مكونات المثرية ولكنها سائلة جدًا ولها خصوصية خاصة وعادة ما تقدم للمريض وللجائع وذلك لسهولة هضمها على المعدة.
- المخوض / إحدى الأكلات الشعبية بالمنطقة حيث تعد من العجين الخفيف ويسمى المقلوب لأنه لابد من قلبه على الجانب الأخر ويوضع على الصاج المصنوع من الحديد ويشبه إلى حد ما التميس الحالي ويخلط أحيانا بالبصل ويقدم للأكل مع أنواع الايدامات.
- قرص الميفا / وسمي بهذا الاسم لأنه يعمل في فرن أرضي محفور ومبطن بالفخار أو الطين المحروق حيث يتم طرح العجين على جوانبه من الداخل لينضج ويؤكل مباشرة، وفرن الميفا يشبه إلى حد كبير أفران التميس أو العيش الحديث.
- المرقوق / من الأكلات التي تشتهر بها الباحة والعديد من مناطق المملكة مع اختلاف المسمى وهو يعمل من البر بعد عجنه ثم يفرد جيدًا حتى يصبح رقيقا ويوضع في المرق حتى ينضج ثم يقطع أوصالًا صغيرة ويخلط باللحم والمرق ويوضع بعد ذلك في الصحن المعد للأكل.
- الثريده / التي يكثر أكلها في بادية المنطقة وهي تصنع من الخبز واللحم بحيث يتم طبخ اللحم حتى يسلخ من العظم ثم يضاف له الخبز ويؤكل بعد ذلك، وكذا شربة البوسن / العدس / التي تعد من حبوب البوسن المنتشر زراعتها بالمنطقة حيث يتم تجفيفه في الشمس بعد الحصاد ثم يفرك حتى يتم استخراج الحبوب منه، وعادة ما يتم طحنه لاستخدامه مع بعض أنواع الخبزة أو العصيدة أو العيش.
- فتة السمن والعسل / التي تصنع من قطع الخبز البلدي الصغيرة بعد خلطها مع بعضها بالسمن حتى تتشبع ثم يضاف إليها العسل وتقدم عادة ساخنة.
- القراص / من الأكلات اللذيذة التي تشتهر بها منطقة الباحة وهي عبارة عن عجينة من دقيق البر تقطع بحجم قبضة اليد أو أكبر وتشكل على أشكال دائرية ثم توضع في القدر المملوء بالماء المغلي مع (الصقلة: وهي عشبة تشبة الملوخية)
- اللبزة التي تصنع من نفس عناصر الدغابيس، والملبنة وتصنع من دقيق الذرة أو دقيق الدخن مع البهارات والسمن والعسل، وغيرها من الأكلات الأخرى كالقرصان والمقطعة والملبوزة والمعرق والحميس.

الجدير بالذكر أن الأكلات الشعبية في منطقة الباحة تعتمد في الغالب على المحاصيل الزراعية كون المنطقة من المناطق الزراعية الخصبة وذلك بواسطة مدرجاتها الزراعية ومصاطبها الخضراء التي تعد بمثابة سلة الغذاء والمصدر الأساسي لأهالي المنطقة

## الأودية

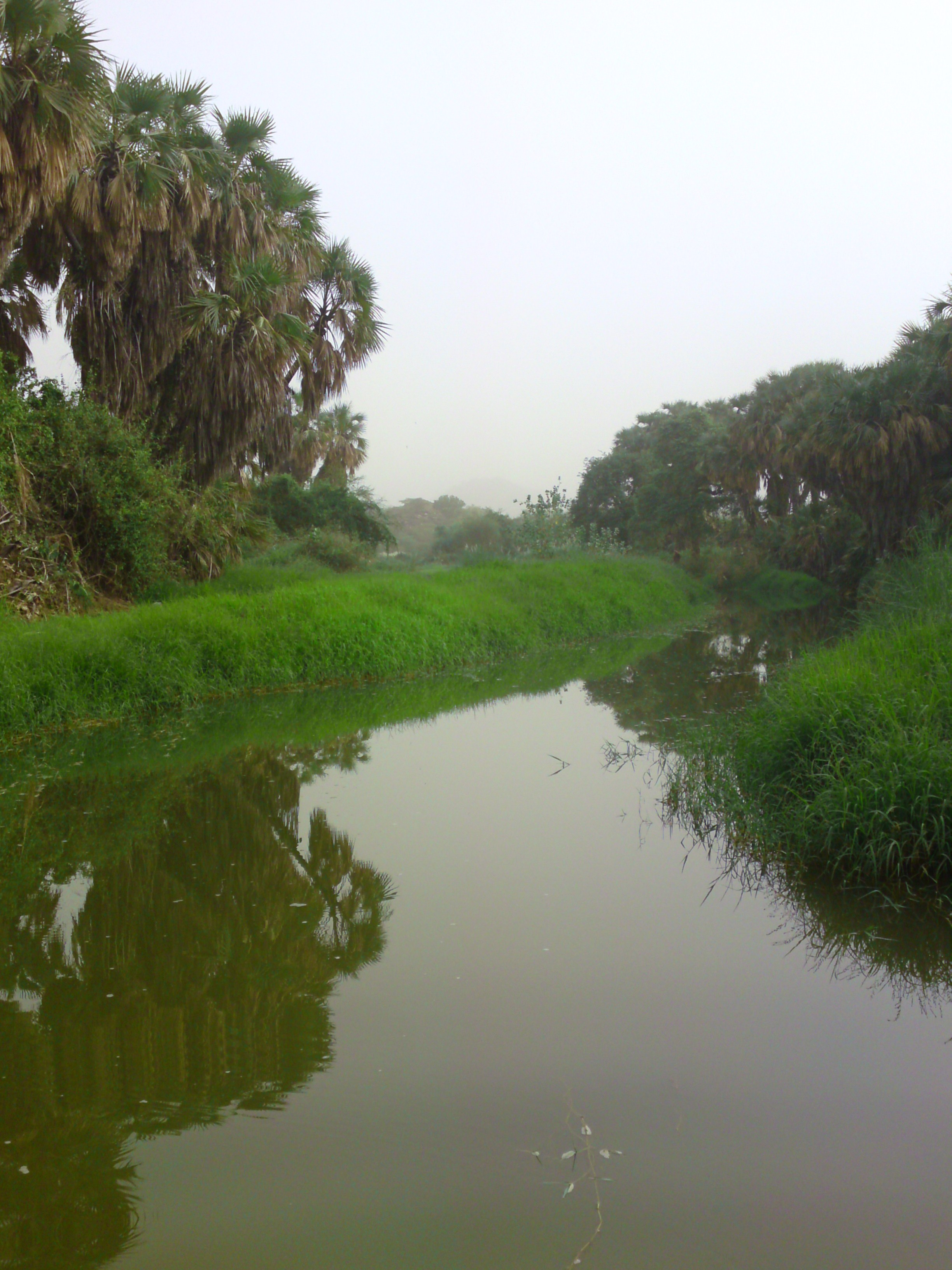
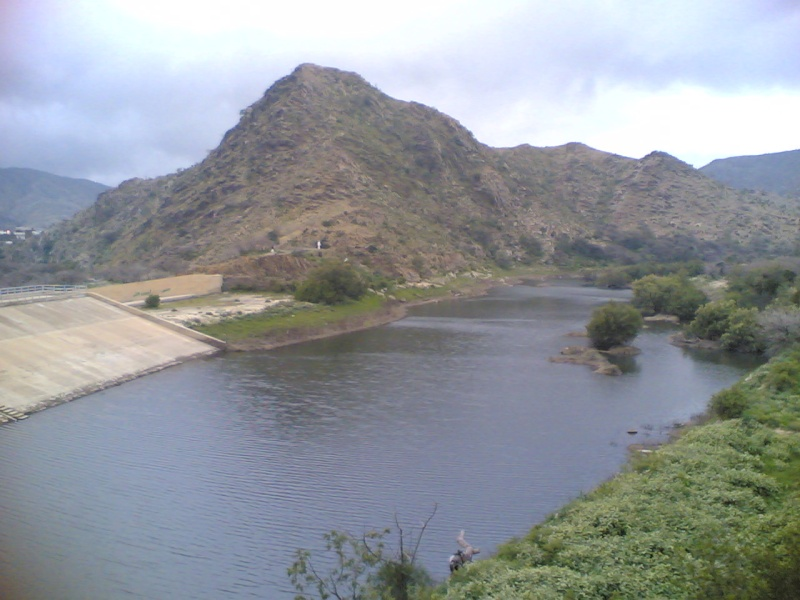

- وادي عليب
- وادي الخيطان
- وادي تربة
- وادي مشنيه
- وادي ثروق
- وادي برحرح
- وادي تبرنة
- وادي بطاط
- وادي برحرح
- وادي بيدة
- وادي الحازم
- وادي الأحسبة
- وادي ناوان
- وادي الصدر
- وادي نضل
- وادي البسوس
- وادي ثمران
- وادي الحيلة
- وادي مدهاس
- وادي غامد زناد
- وداي نيرا
- وادي شمرخ
- وادي نخال
- وادي الحنكة
- وادي حنونة
- وادي الخالق
- وادي عقاب
- وادي وراخ
- وادي المغسل
- وادي بهر

## الغابات

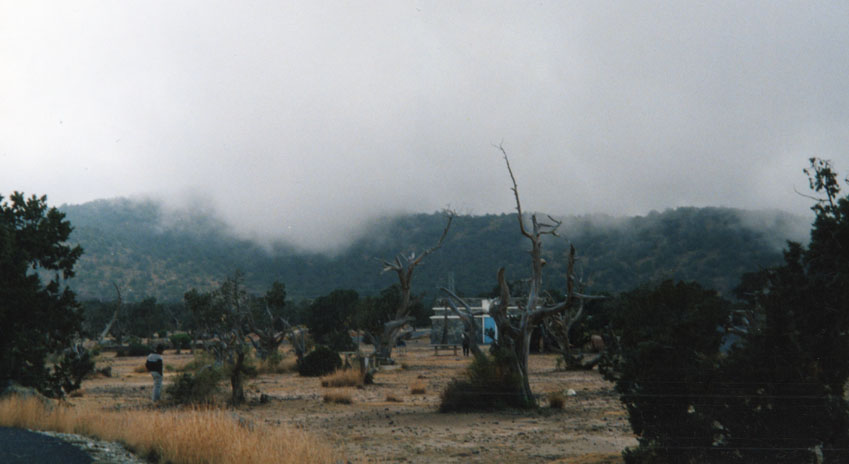
غابة خيرة
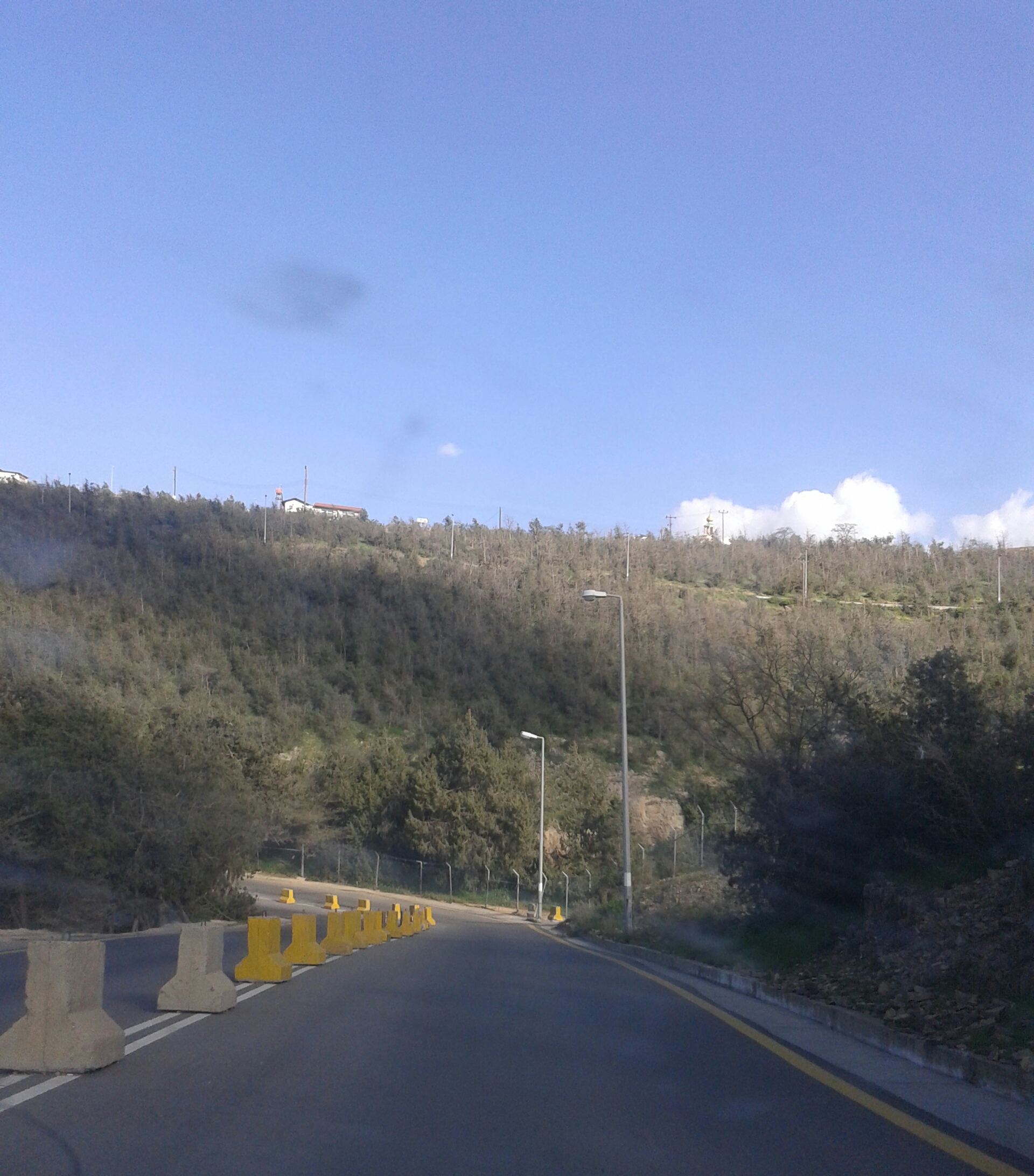
طريق داخل غابة رغدان
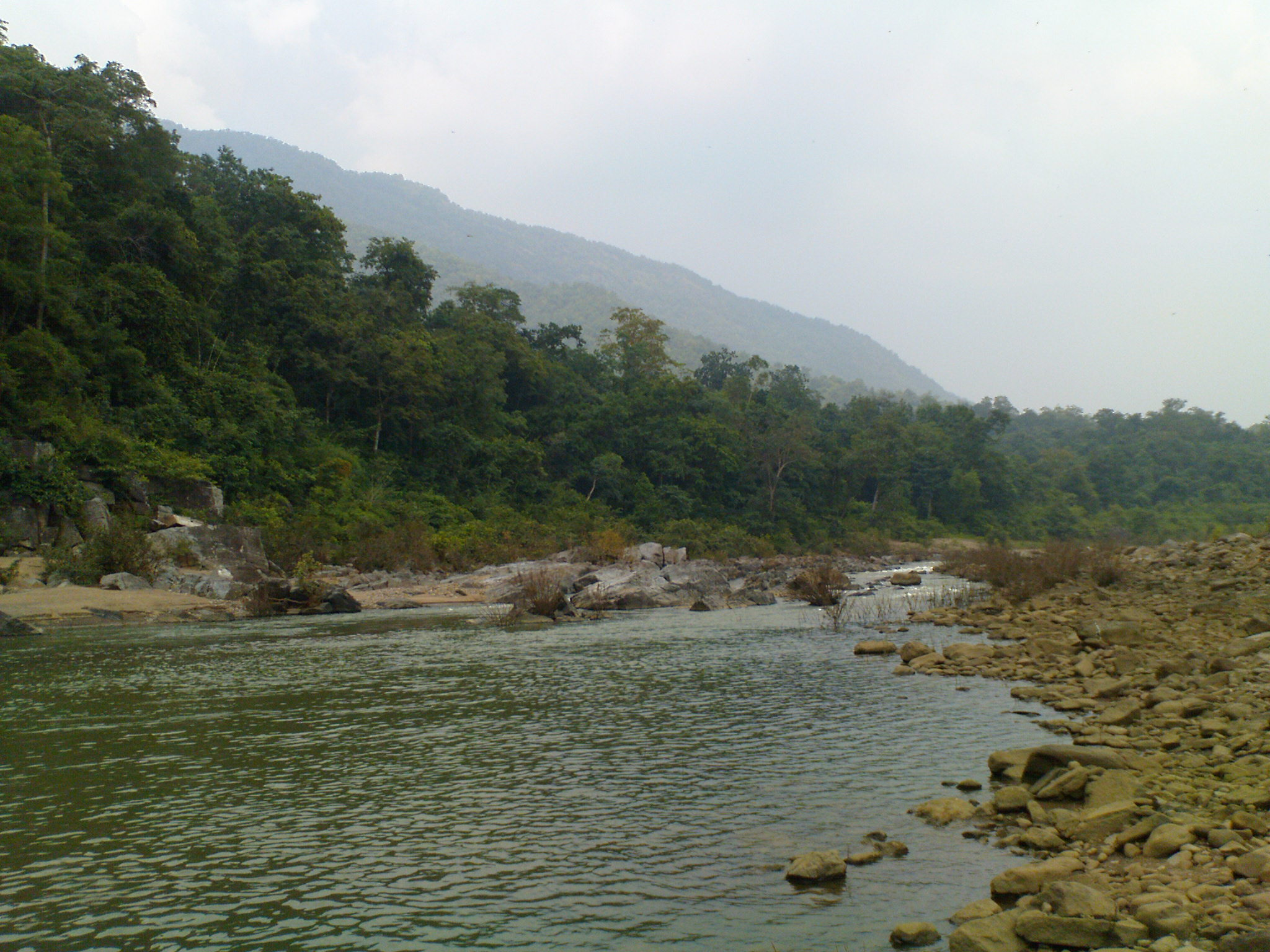
غابة عمضان

ويوجد أكثر من 90 غابة منها:
غابات برحرح: وتقع شمال محافظة المندق، غربي وادي برحرح، وتتكون من أشجار العرعر والزيتون البري والشث.
غابة الأنصب: شرقي جبل انصب بالحكم، وتتكون من أشجار العرعر والزيتون البري والطلح.
غابة جبر: وتقع جنوب مدينة بالجرشي بحوالي 10 كم بالقرب من قرية جبر على طريق الباحة – ابها، وهي ذات اشجار كثيفة وطبيعة جميلة..
غابة جنبة: جنوب غربي عمضان، تكتظ بأشجار الزيتون البري والطلح والعرعر والسلم والنباتات الأخرى، وهي ممتدة من غربي غابة العيينة إلى قرية القامة المشرفة على سهول تهامة.
غابة الحدب: بفتح الحاء والدال – تقع شمال غربي قرية الكاحلة، واشجارها من العرعر.
غابة الحمران: وتقع غربي بلدة الحمران جنوب بالجرشي بحوالي 3 كم وتطل على سهول إقليم تهامة، واشجارها من العرعر.
غابة الخالة: تقع جنوب مدينة بالجرشي بحوالي 12 كم، في جبل الخالة واشجارها من العرعر.
غابة الدحيل: بضم الدال وكسر الحاء وسكون الياء – وتقع جنوب غابة العيينة، واشجارها من الزيتون البري الكبيرة.
غابة الزرائب: بلفظ جمع زريبة – غابة كبيرة غربي وادي خيرة، وهي كثيفة الاشجار واغلب أشجارها من العرعر.
غابة الزرقاء: وتقع جنوب قرية الزرقاء، على بعد 3 كم من مدينة الباحة، واشجارها من العرعر.
غابة السكران: بفتح السين وسكون الكاف وتقع بين ثلاثاء الحميد وقذانة، على بعد 20 كم جنوب مدينة بالجرشي، وتحتوي اماكن فسيحة للمخيمات، وبها ملاعب وملاهي للاطفال، ودورات مياة واشجارها من العرعر والطلح
غابة الشاعر: تقع في وادي الشاعر، واشجارها من العرعر والزيتون البري والطلح والشث والطباق وفي وسطها يجري الماء العذب.
غابة السنوت: بضم السين وتشديد النون المضمومة، وتقع جنوب غابة غليل، واشجارها من العرعر والزيتون البري والتين الشوكي والطلح والشث والطباق.
غابة الصًار: بفتح الصاد، وهي غابة كثيفة وهي شرقي جبل الصار واشجارها من العرعر.
غابة رغدان: تقع على بعد 4 كم شمال مدينة الباحة، واشجارها من العرعر، وهي من أشهر الغابات داخل مدينة الباحة وتوجد فيها قرية سياحية، وبها جميع الخدمات الأخرى من طرق مسفلتة وإنارة وملاهي للأطفال ومتنزهات عائلية. وهي تعتبر من أكبر الغابات في المملكة العربية السعودية.
غابة الضفير: وتقع في سفوح الجبال المطلة على تهامة من الجهة الجنوبية الغربية بالنسبة لبلدة الضفير وتكثر فيها أشجار الزيتون البري والضرو والسمر والطلح والقرض، أقيم في أعلاها موتيل سياحي لزوار المنطقة.
غابة العرنين: وتقع شمال مدينة المندق بحوالي 30 كم، في جبل العرنين في الجهة الغربية من الجبل، واشجارها من العرعر والزيتون البري.
غابة العشباء: بفتح العين وسكون الشين وفتح الباء – وتقع جنوب قرية الكاحلة شمال مدينة المندق بحوالي 28 كم، واشجارها من العرعر وبعض أشجار الزيتون البري (العتم).
غابة العشوة: بكسر العين وفتح الشين – وتقع بين قريتي الوهسة وبني عمران، واشجارها من العرعر والزيتون البري.
غابة العشيرة: بضم العين وفتح الشين وسكون الياء – تقع غربي جبل لوعس الواقع غربي بلدة قرن ظبي في وادي يسمى العشيرة وجبل ابي سويد، واشجارها من العرعر والزيتون البري والطلح والشث والطباق والضرم، وتزرع بين أشجارها الحنطة الجيدة.
غابة العيينة: تقع شرقي جبل جبنة شمال عويرة وهي مملوءة بأشجار الزيتون وقليل من شجر العرعر.
غابة القمع: بكسر القاف والميم، وتقع غربي قرية القمع على بعد 20 كم من بالجرشي جنوبا على طريق الباحة – ابها، وتتوفر بها جميع الخدمات من مطاعم وملاهي واماكن للتخييم كما يوجد بها محطة تلفريك وسد للمياة، ومراكز خدمات حكومية، واشجارها من العرعر والزيتون البري.
غابة الكاحلة: بفتح الكاف وكسر الحاء - وتقع شمال غربي الكاحلة جنوب وادي الحوية، واشجارها من العرعر والزيتون البري.
غابة المرباة: بفتح الميم وسكون الراء – تقع غربي قرية المرباة على طريق الباحة – ابها وهي مكتظة بأشجار العرعر.
غابة الملتقى: بضم الميم وسكون اللام وفتح القاف - وتقع شرقي قرية قذانة وجبل اثرب، غربيها شجر العرعر وشرقيها زيتون بري وشث.
غابة الهيجة: بفتح الهاء وسكون الياء وفتح الجيم – تقع شرقي آل زارع، أشجارها من الطلح والعرعر.
غابة حوالة: باسم قرية حوالة - تقع غربي القرية وتمتد من قمة جبل اثرب إلى أسفله، وعلى الشفاء واشجارها من العرعر وبعض شجيرات الزيتون البري.وهي متداخلة مع منتزه القمع الذي يوجد بة التلفريك
غابة دار الجبل: باسم قرية دار الجبل – تقع جنوب قرية الغمدة وتكتظ بأشجار العرعر الكبيرة وبعض أشجار الزيتون البري والطلح.
غابة سحبان: بفتح السين وسكون الحاء وفتح الباء – تقع بجبل سحبان، أشجارها من العرعر والزيتون البري والطلح والشث.
غابة سيحان: وسيحان جبل وقرية –تقع جنوب وغرب القرية في جبل سيحان، واشجارها من العرعر والزيتون.
غابة شكران: بكسر الشين وسكون الكاف وفتح الراء – تقع جنوب شرقي قرية الجلحية على طريق الباحة – ابها، ومعظم أشجارها من الطلح وقليل من العرعر.
غابة طاحية: بكسر الحاء وفتح الياء – تقع غربي قريتي الفرية والفرح، واشجارها من الزيتون وبينه قليل من شجر العرعر.
غابة ظهر الغدا: تقع على بعد 15 كم من مدينة المندق، بجبل ظهر الغدا شرقي وادي ثروق، وهي تكظ بأشجار العرعر الكبيرة والزيتون البري والطلح.
غابة غليل: بفتح الغين وكسر اللام وسكون الياء – تقع شمال قرية القمدة، واشجارها من العرعر والزيتون البري وتكثر فيها أشجار التين الشوكي والطلح والشث والطباق.
غابة غيلان: بفتح الغين وسكون الياء – تقع جنوبي شرقي قرية غدي، وتكثر فيها أشجار العرعر والطلح.
غابة ماطوة: بضم الطاء وتشديد الواو المضمومة – تقع على طريق الباحة – ابها، شرقي جبل اثرب، واشجارها من العرعر والزيتون البري والشث والطباق وهي غابة كثيفة الأشجار.
غابة مخلوة: بفتح الميم وسكون الخاء وضم اللام وتشديد الواو – وتقع جنوب قرية المشايعة بواد يعرف باسم وادي مخلوة، واشجارها من الزيتون البري والعرعر والطباق والشث والنيم.
غابة وادي فيق: بكسر الفاء - تقع جنوب غربي وادي فيق وفي جبل الرهوة جنوب شرقي الوادي، وهي غابة كثيفة بأشجار العرعر الكبيرة. وتشتهر ببساتين العنب والمشمش والرمان وغيرها من الفواكه.
غابة شهبة – تقع شرق مدينة الباحة، وتقع على قمة جبل يشرف على المنطقة، واشجارها من العرعر والزيتون البري والطلح، وتعتبر من أهم الغابات في المنطقة.
غابة آل نعمة: تقع في بلاد دوس.
غابة العذبة: تقع شمال بلجرشي. بجوار قرية العذبة وبها مياة جارية.
غابة حزنة: تقع على قمة جبل حزنة وهي مطلة على جبال تهامة.
غابة بني مشهور: تقع في بني ظبيان.
غابة الجبل: تقع جنوب الباحة على بعد 9 كلم وتتوفر بها الخدمات السياحية.
غابة الحبقة: تقع جنوب بلجرشي على بعد 25 كلم وبها مياه جارية وأماكن واسعة.
غابة العسلة: غابة نظيفة وذات هواء نقي شمال بلجرشي على بعد 2 كلم.
غابة المرزوق: تقع على بعد 15 كلم من مدينة بلجرشي بقرب قرية المرزوق، وهي مشهورة بشلالات طبيعية جميلة تعرف بـ (الخرارة).
غابة العطفين: تقع على بعد 23كلم من بلجرشي إلى الجنوب بالقرب من قرية الأزاهرة، تشتهر بالاشجار الكثيفة والمياه الجارية.
غابة الملتقى: بالقرب من قرية قذانة جنوب بلجرشي بحوالي 23 كلم.
غابة شُرى: تقع جنوب بلجرشي بحوالي 30كلم بالقرب من حدود منطقة الباحة مع حدود محافظة بشير.
وادي الملد: بالقرب من مدينة الباحة، ويمتاز بوجود الأماكن الأثرية والمياه العذبة الجارية والأشجار المتنوعة.
غابة خيرة: تقع على مقربة من الطريق السياحي شمال غرب مدينة الباحة بنحو 6 كلم.
غابة الخلب: تقع شمال غربي محافظة المندق وبها مرتفعات شاهقة وطرقها معبدة.
غابة عمضان: تقع شمال محافظة المندق بحوالي 8 كلم بمحاذاة الطريق السياحي بقرية عمضان

## الجبال
1) نيٍس

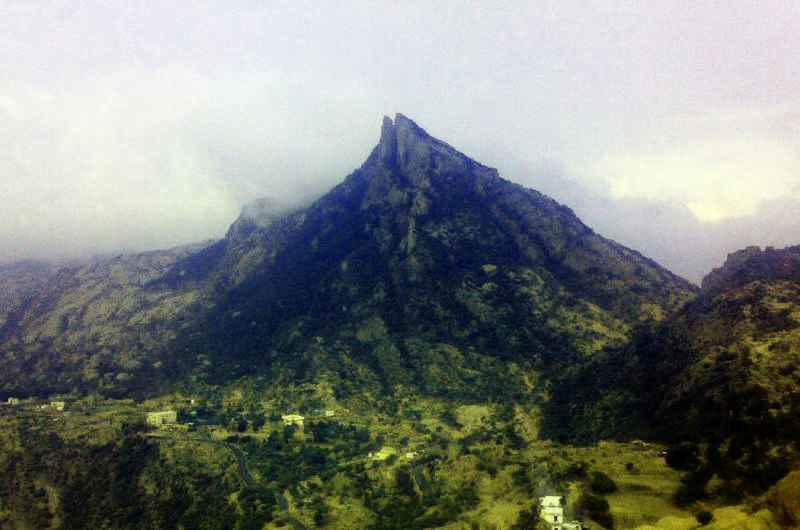
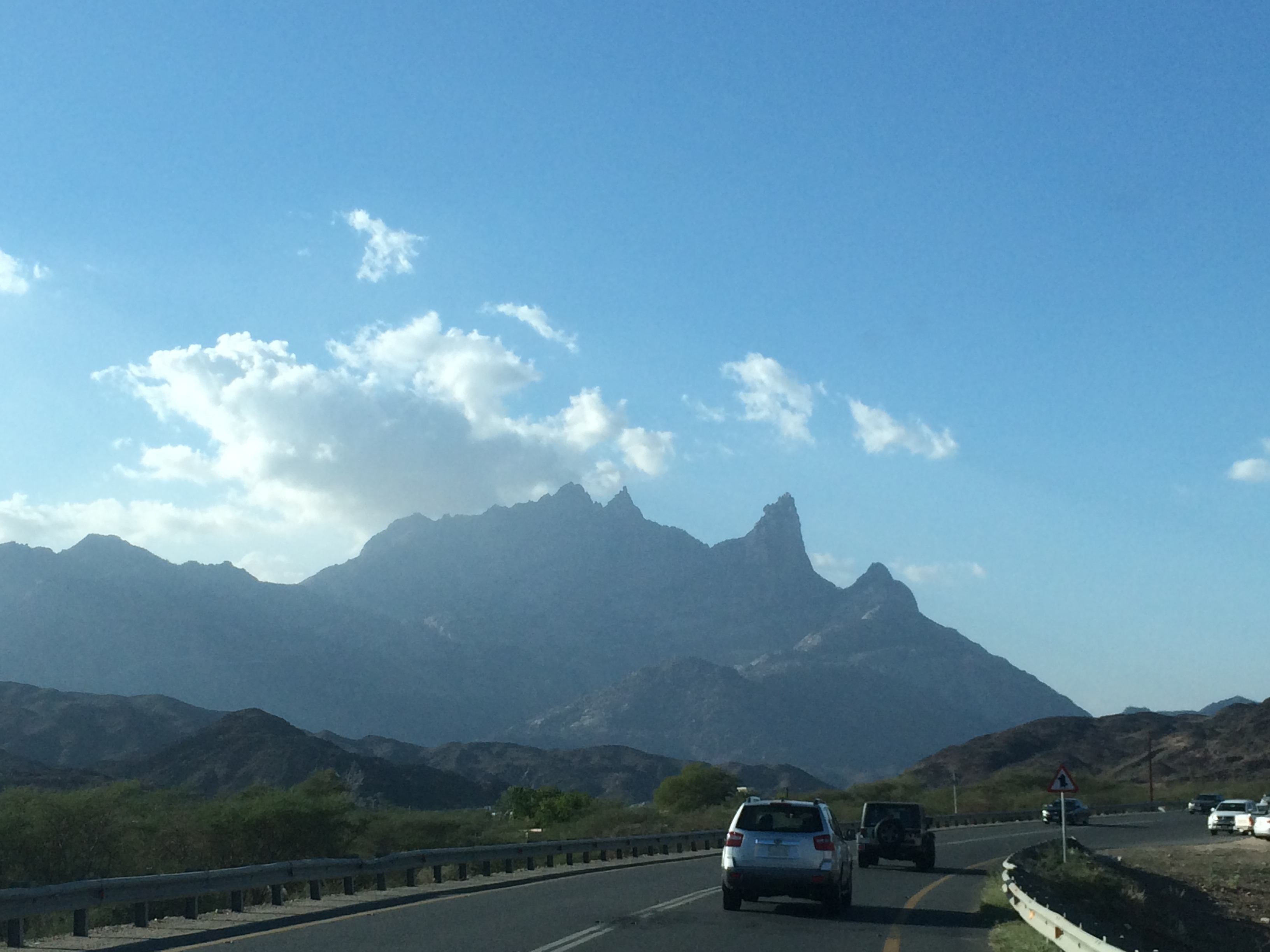
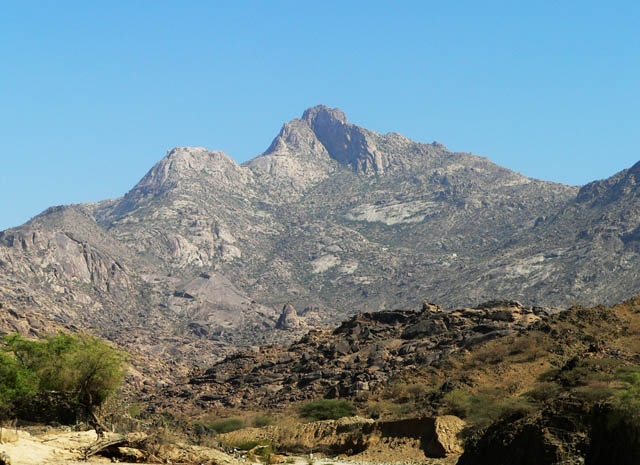
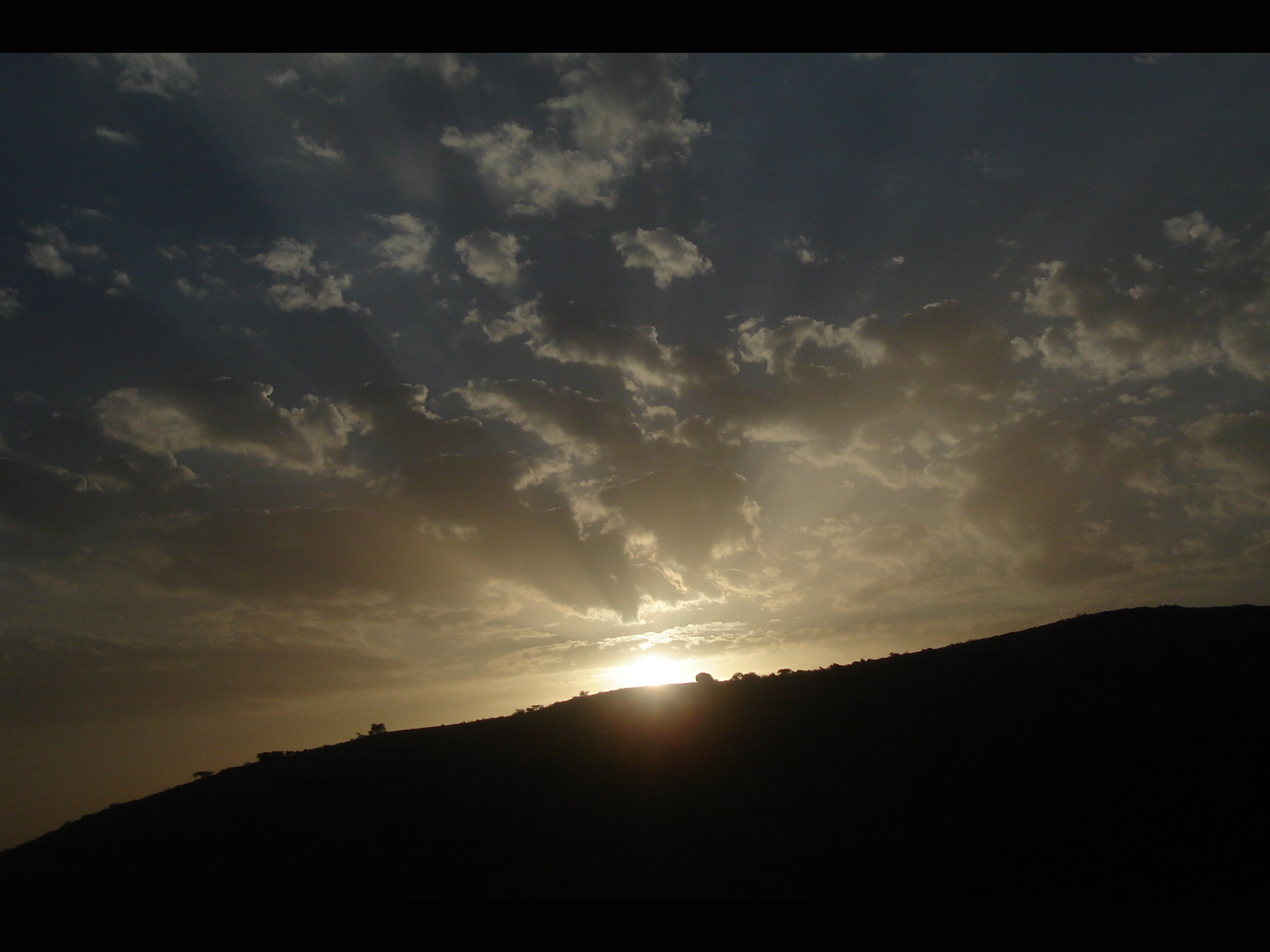

بكسر النون يقع في إقليم تهامة شمال غرب وادي سبه يشتهر بكثرة نباتاته الزراعية المتنوعة ووجود النمور ويشاهد من اعلى قمته الكثير من القرى لارتفاعه.
وهو جبل قام في تهامة يقف شامخًا ليطل برأسه على أهل الحجاز بارتفاع يزيد على الألفي متر عن سطح البحر. يعد أكبر وأعلى الجبال ارتفاعًا وبه أماكن لم يتمكن أحد إلى الآن من الوصول إليها ويعيش فيه الكثير من السباع كالنمر العربي والذئاب، والماعز الجبلي، كما يمكن أن يجد المستكشف خلال زيارته لهذا الجبل مناحل برية في جنبات الجبل وسيكون وقتًا ممتعًا لهذا الاستكشافا.
2) أبو سويد
يقع شمال قرية البارك من بيضان وتكثر قيه اشجار العرعر والزيتون البري ونباتات طبيعيه أخرى، ويبعد عن الباحة حوالي (10) كم غربًا.
3) الأعوص
شرقي آل نعمه تكثر به اشجار العرعر والزيتون البري
4) الأعشى
جبل كبير جدا ومرتفع يقع غربي المندق به اشجار العرعر الكثيفه يشرف على إقليم تهامة من الناحية الغربية وبه عقبه تصل بين تهامة والحجاز وعليه من الناحية الشرقية خندق حفر قديما
وننصح السائح بزيارة عائلية لهذه المنطقة وخاصة خلال فترة الصباح الباكر، حيث الأطلالة الجميلة على سهول إقليم تهامة الغائرة والهواء العليل ومنظر السحاب يعانق رؤوس الجبال.
5) البراك
يقع غربي قرية الوهدة به اشجار زيتون ومراعي
6) جريان
يقع جنوب آل نعمه مكسو باشجار العرعر والزيتون البري
وننصح بزيارته.
7) الجماء
بتشديد الميم يقع غربي آل جحاف.
والمنطقة التي يقع فيها سياحية مميزة فيها الكثير من الأودية، وبإمكان زوار المنطقة قضاء وقت خلوي ممتع فيها.
8) الحضن
من جبال تهامه
9)حظا
بفتح الحاء جبل مرتفع من جبال حليه غربي وادي الحجرة في تهامة به نباتات كثيره ووحوش ضاريه كالنمور والذئاب والفهود
10) حلنساء
بكسر الحاء جبل يفصل بين وادي سقامه ووادي ممنى في تهامة.
11) حليه
سلسلة جبال تقع غربي الحجرة من اهما جبل حظا وجبل عفف
12) حمراء
بضم الحاء وفتح الميم والراء جبل لقرية الشعبة
13) خضيره
بفتح الحاء وهو جبل مكسو باشجار العرعر وفيه معادن
14) الخلب
جبل كبير غربي قرية عويره وهو مملوء باشجار العرعر الكبيرة والزيتون البري
15)الداية
جبل كبير يشرف على تهامة من الغرب تكثر به اشجار العرعر والزيتون والعتم ويشرف على إصدار بير نعاش ويقع غربي بلاد بيضان في الحجاز.
ومنه تبدأ عقبة الملك خالد (عقبة ساعد) التي تربط الحجاز وتهامة.
16) دمواء
سلسلة جبال في الحجاز.
17) الدوسي
نسبة إلى دوس جبل في تهامة قرب التقاء وادي حرباء بوادي الجراداء
18) ربا
بفتح الباء والراء جبل كبير في تهامة يقع غربي قلوة وبه نمور ويقلبله من الشرق جبل نيس
19)الرويقه
من جبال الشعبة
20) شدا الاعلى
جبل عظيم تكثر به المدرجات الزراعية، وهو من أفضل وأجمل الجبال التي تميز منطقة الباحة ويحتاج الزائر إلى سيارة ذات دفع رباعي ليصل إلى أعلاه، وسيفاجأ الزائر بوجود حياة بكر ومياه وقرى تسكن في رأس هذا الجبل يميز الجبل وجود الكثير من المغارات القديمة.
21)شمرخ
بضم الشين والراء جبل يقع شمال شرق وادي قرية سبيحه ومنه طريق الطائف الباحة-ابها خط الجنوب.
22) الصدر
بضم الصاد ويعتبر من روافد وادي تربه وتقع عليه عدة قرى تسمى قرى وادي الصدر وتشتهر بزراعة العنب والرمان ويقع غربي قرية مراوه
23) صحلب
بضم الصاد يقع بين وادي ريم ووادي الشعراء به اثار استخراج معادن قديمه
24) ضحيان
جبل كبير شرق بلدة العفوص وبه اشجار العرعر والزيتون والاثل ويوجد به معدن النوره
25)الطحل
سلسلة جبال في تهامة تفصل بين وادي سبه ووادي محلا
26) الطويلة
يقع غربي قرية قرن ضبي على جوانبه تكثر مزارع الحنطة على شكل مدرجات
27) ظهر الغدا
بضم الضاد وهوجبل كبير يقع شرقي وادي ثروق وتكثر به نباتات العرعر والزيتون البري
28)العراة
بفتح العين يفصل بين مشنيه والمندق
29) العرنين
جبل كبير جدا ويفصل بين بلاد دوس ووادي تربه
30)عيسان
بفتح العين سلسلة جبال تبدا من شمال شرق بني سار وتمتد محاذية لوادي بيده إلى قرب وادي السواسية بطول ستون كيلو وفي بدايته حمى بني سار ويشتهر بكثرة اشجار الزيتون البري والشث وباثار معادن
31)فران
جبل مستطيل الشكل يبدأ من شمال قرية الفصيلة ة ينتهي في وادي حنظله ويفص بين قريتي مولغ والكعامير وسعنانه من الغرب وبين وادي حمس كيلومترات
32) المحجر
يقع شمال عقبة ذي منعا ويشرف على تهامة
33)المضاحي
يقع في تهامة شمال وادي رما ويفصل بين رما ووادي حرباء
34) نخره
بفتح النون جبل في تهامة يقع شمال وادي المزيرعه غربي وادي حنونه وهو جبل كبير جدا يوجد به حيوانات ضاريه مثل النمور والفهود وهو لآل سويدي
35) العيسان:
وهو من أشهر وأكبر جبال منطقة الباحة ويمتد من وادي بيدة شمالًا إلى وادي العقيق جنوبًا ومن قرى بني سار غربًا إلى وادي كرا وعمق شرقًا ويتبع جزء منه محافظة العقيق .
36) جبل رافة:
وهو جبل طود شامخ ومن أعظم جبال المحافظة ويطل على وادي جرب من جهة الشمال .
37) جبل الصاعب:
ويقع بين وادي اللحيان ووادي أباد على يمين المتجه من العقيق للباحة .
38)جبل الصنة:
وهو جبل كبير يعترض طريق الباحة وقد بقي عائقًا في طريق السيارات فترة من الزمن حتى تمكن أبناء المنطقة من تسخيره وفتح الطريق عبره .
39)جبل النقبة:
وهو امتداد لجبل الصنة وقد كان يعبره الطريق القديم الذي يسير عبر وادي اللحيان .
40)العنق ومشقف:
وهما جبلان كبيران يكتنفان وادي العقيق أحدهما من الجنوب والآخرمن الشمال ويطلان على مدينة العقيق اطلالة عجيبة .
41) جبل بلو:
وهو جبل كبير يقع بين وادي العقيق ووادي جفن وعلى سفحه تتمركز كسارة بن مصوي أكبر الكسارات الموجودة في المنطقة .
42)جبل الصبر:
وهو عبارة عن حرة محصورة بين وادي العقيق والروضة السيدية ترتفع عن سطح البحر حوالي 1700 م ويتربع على صهوتها مطار الباحة الإقليمي .

## العقبات
يوجد الكثير من العقبات من أكبرها:
- عَقَبة الباحة:

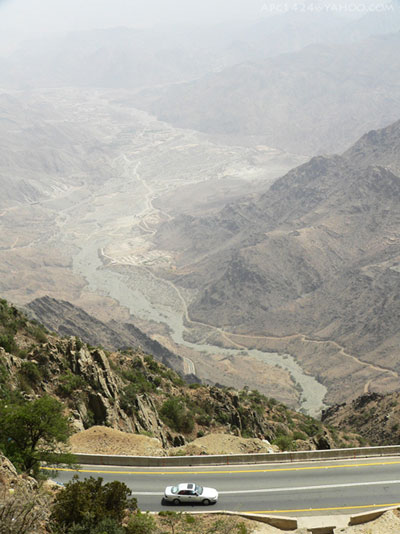

طريق تبدأ من شفا الباحة الواقع جنوب غربي البلدة، وتؤدي إلى وادي راش فالمخواة في تهامة، والمسافة من أعلاها إلى أسفلها ساعة ونصف الساعة بسير الدواب بالنسبة للنازل، وللطالع منها ساعتان ونصف الساعة. ومن أسفلها إلى بلدة المخواة خمس ساعات. وقد استعملها الجيش التركي في غزواته للمنطقة، وأخيرًا هرب الباقون منه إلى غير رجعة في سنة 1321ه. ويستعمل هذه العقبة الطالع والنازل إلى المخواة في تهامة والبلدان المجاورة لها. في العام 1406هـ تم الانتهاء من طريق عقبة الباحة - المخواة بطول 47كم وبها 64 جسر و34 نفقًا وكانت تكاليفها تزيد عن ستمائة مليون ريال سعودي.
- عقبة المِيْفَا:

بكسر الميم وسكون الياء وفتح الفاء بعدها ألف – تصل الحجاز وتهامة، وتبدأمن غربي ابة رغدان محاذية جبال الحُجيّر، وتنتهي بأعلى وادي المعرق فوادي راش فالمخواة، وهي طريق للراجل فقط دون الماشية، وسميت الميفا لصعوبتها، والميفا في لهجة – أبناء المنطقة – هو الفرن الصغير المعمول من الفخار والذي لا يزال مستعملًا حتى الآن في البيوت الكبيرة في البلاد.
- عقبة الهَدَى:

بالفتح – تؤدي من شفا الهدى الواقع غربي عويرة بكيلين إلى وادي رما في تهامة.
- عقبة رغدان:

تبدأ من جنوب غابة الطّفّة غربي الباحة، وتؤدي إلى وادي المعرق فوادي راش في المخواة في تهامة، وهي عقبة صعبة

## المهرجانات والفعاليات
- مهرجان باحة الكادي مصيف بلادي
- مهرجان الربيع بالمخواة
- مهرجان الرمان بالقرى
- مهرجان الموز والكادي بالمخواة
- مهرحان العسل الدولي ببلجرشي
- مهرجان العرضة الجنوبية
- مهرجان غابة رغدان
- مهرجان صيف الباحة
- مهرجان صيف بلجرشي
- مهرجان صيف المندق
- مهرجان صيف المخواة
- مهرجان صيف العقيق
- مهرجان صيف قلوة
- مهرجان صيف القرى
- مهرجان صيف الحجرة
- مهرجان صيف غامد زناد
- مهرجان صيف بني حسن
- فعاليات الباحة أحلى
- فعاليات الصيف بالباحة
- فعاليات شباب الباحة
- مهرجان الورد
- مهرجان الأسر المنتجة
- مهرجان التسوق

## معرض الصور

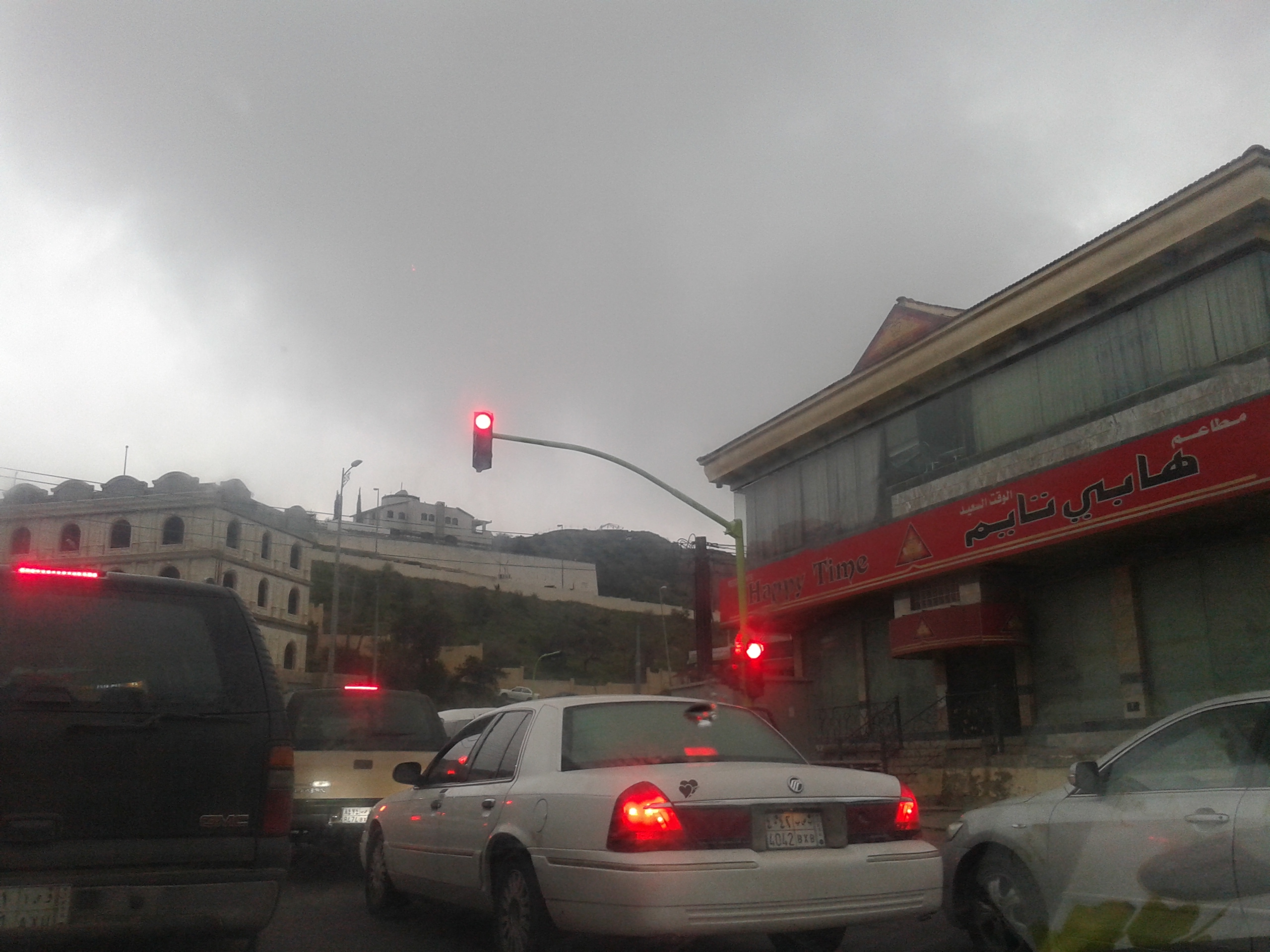
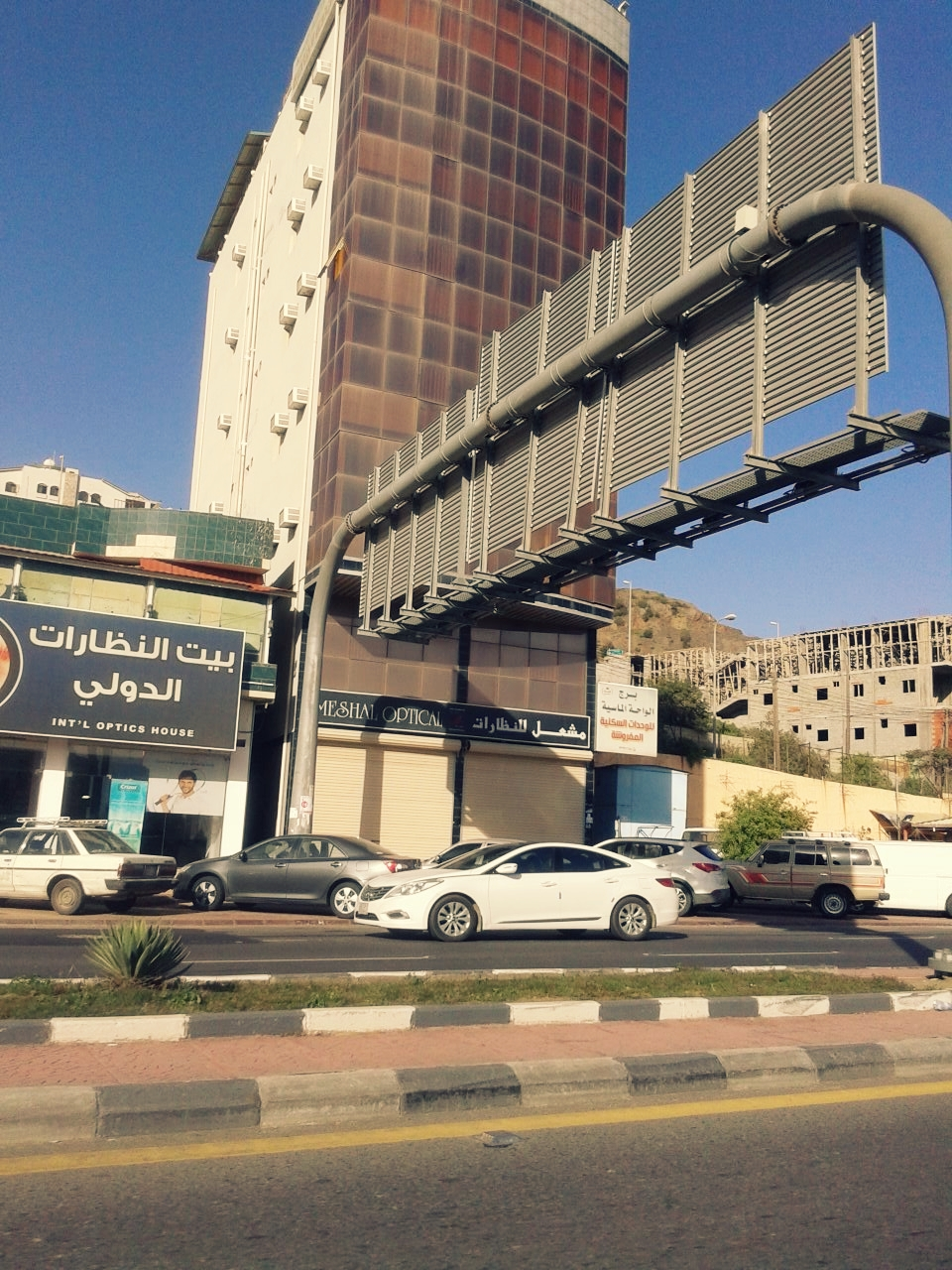
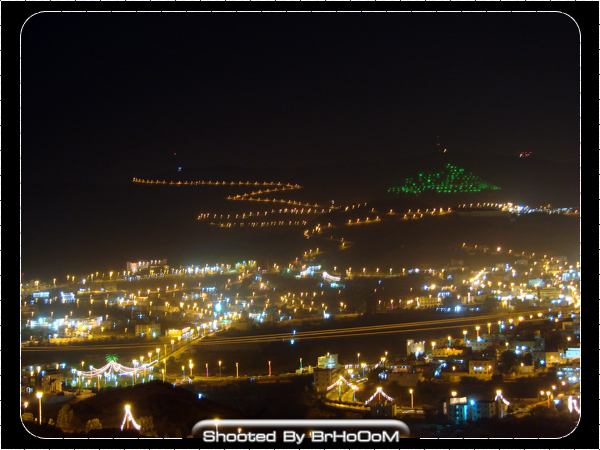
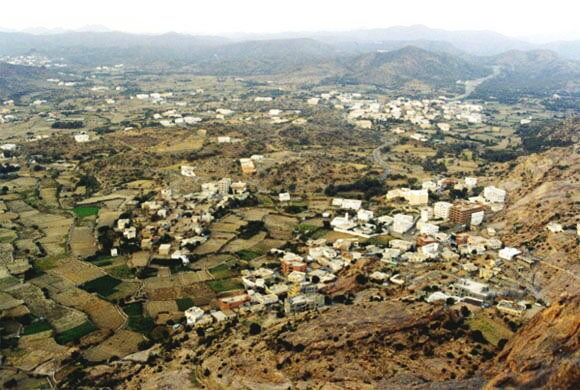
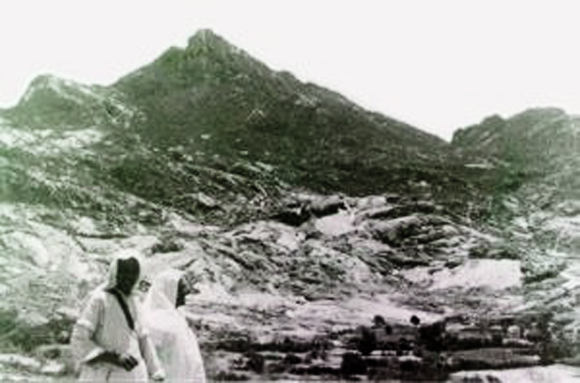
منظر من البلاد وجبل أثرب
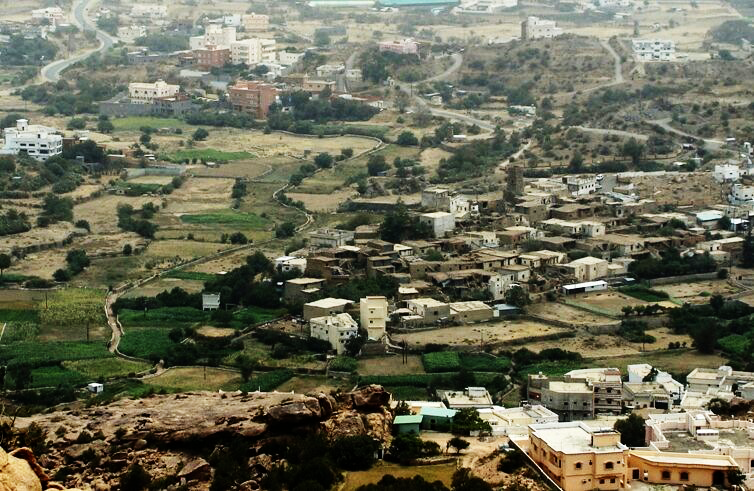
المساحات الخضراء على مدار العام
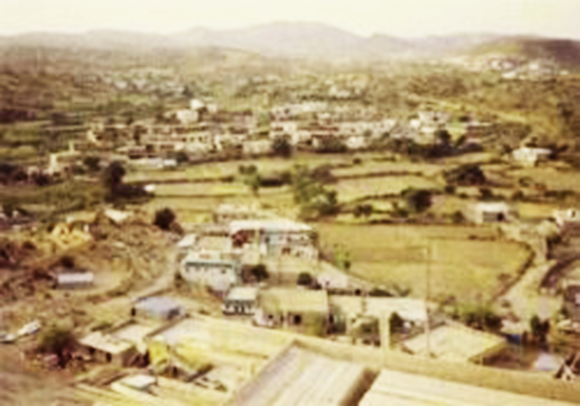
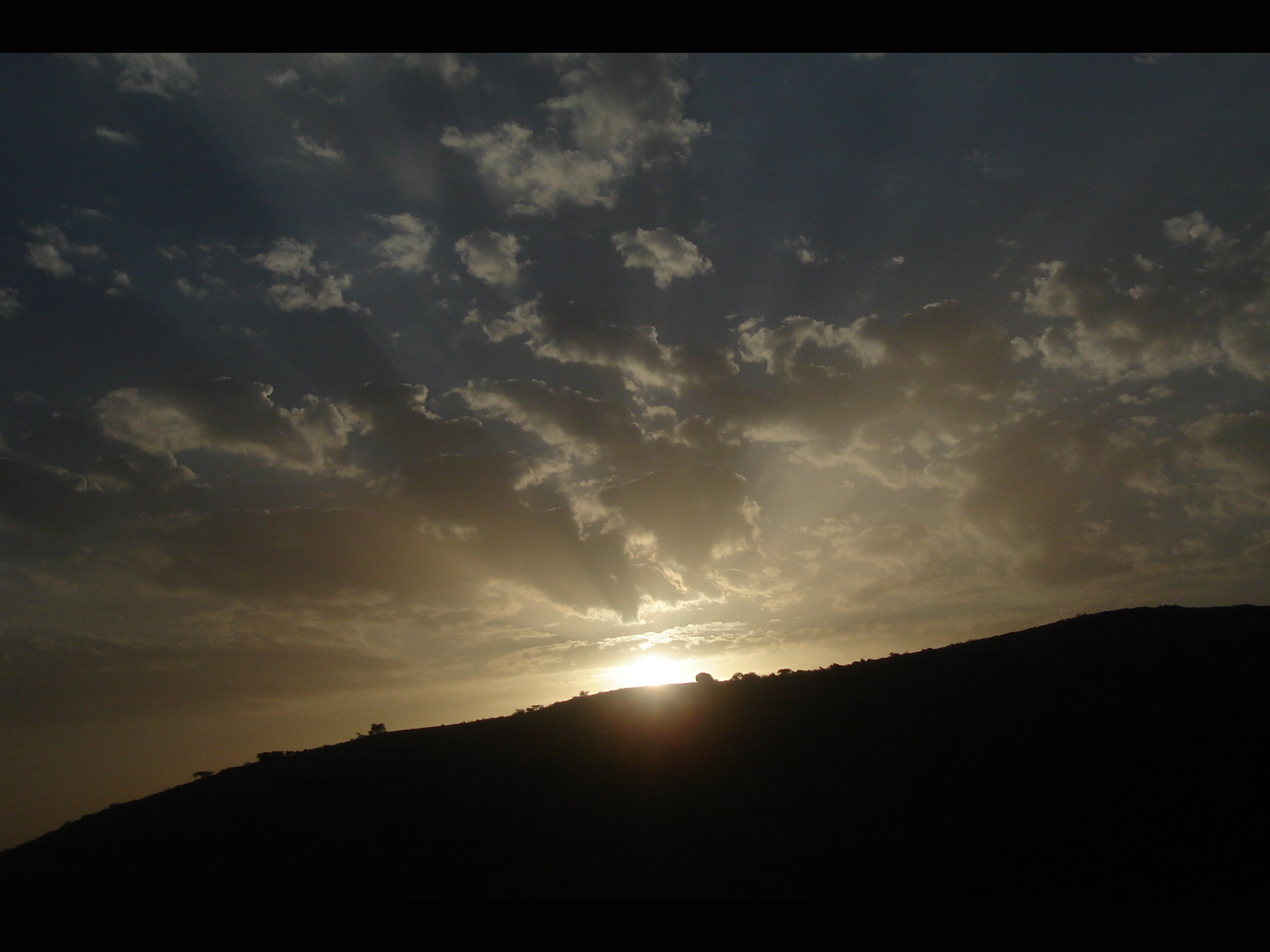
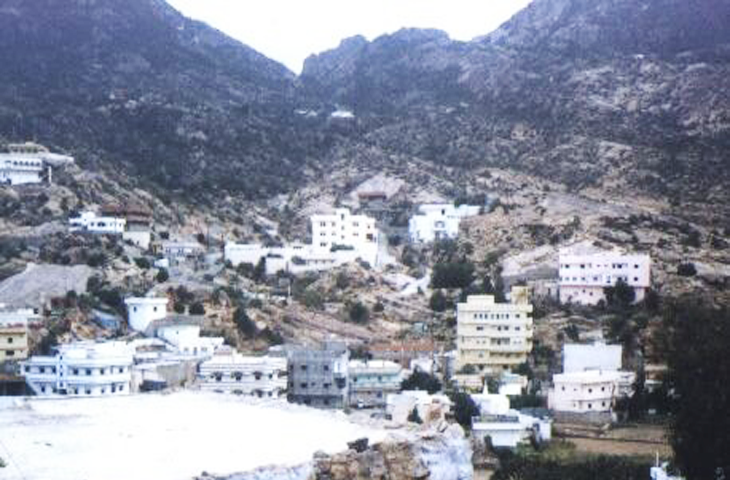
منظر جانبي من ناحية جبل أثرب
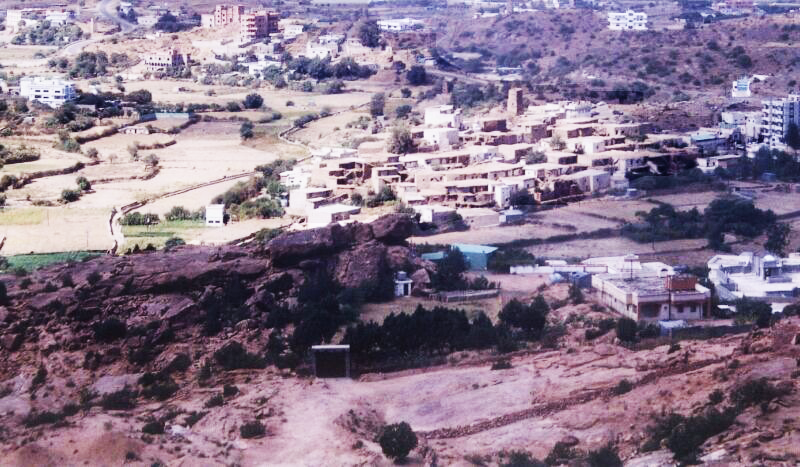
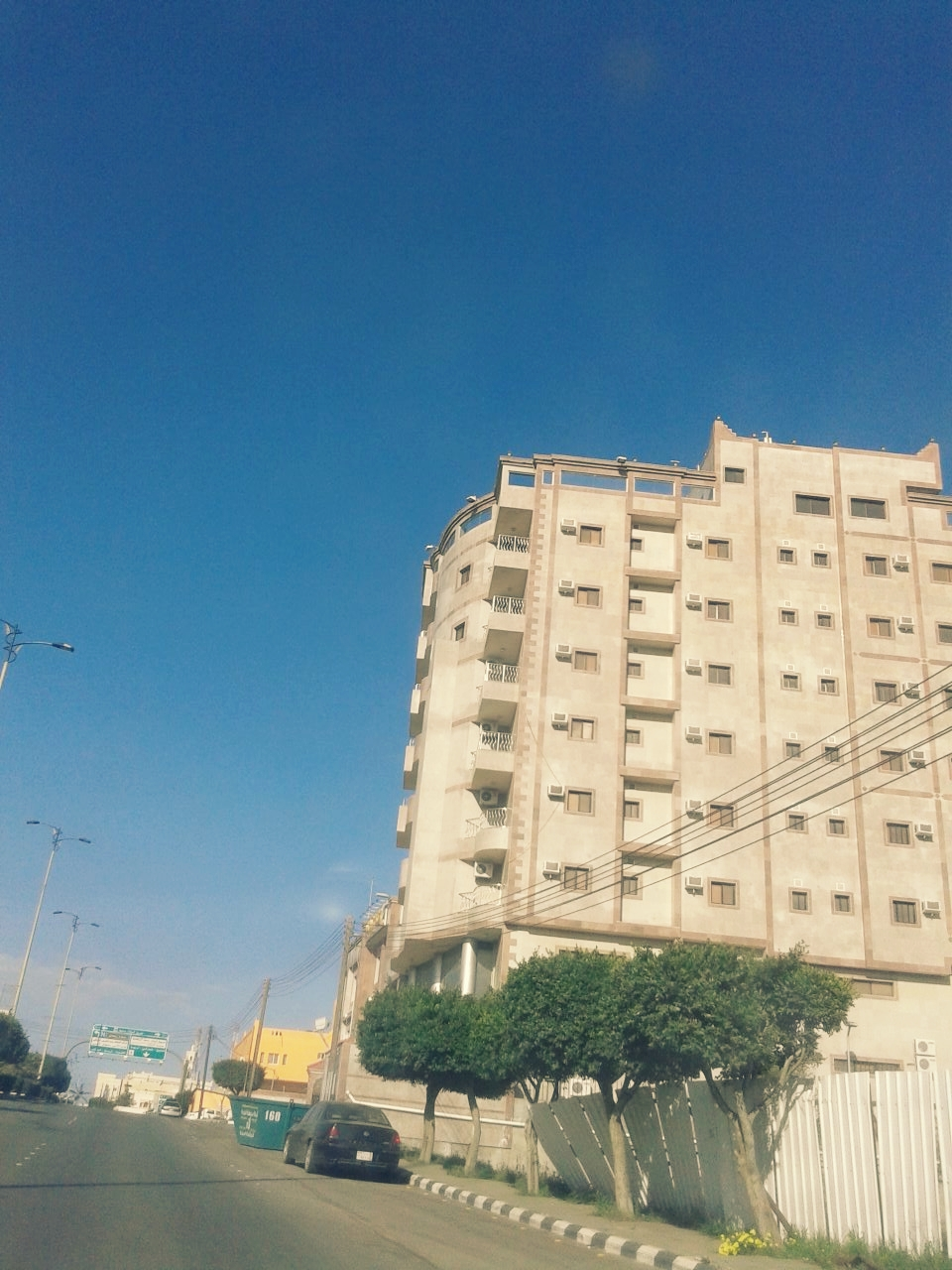
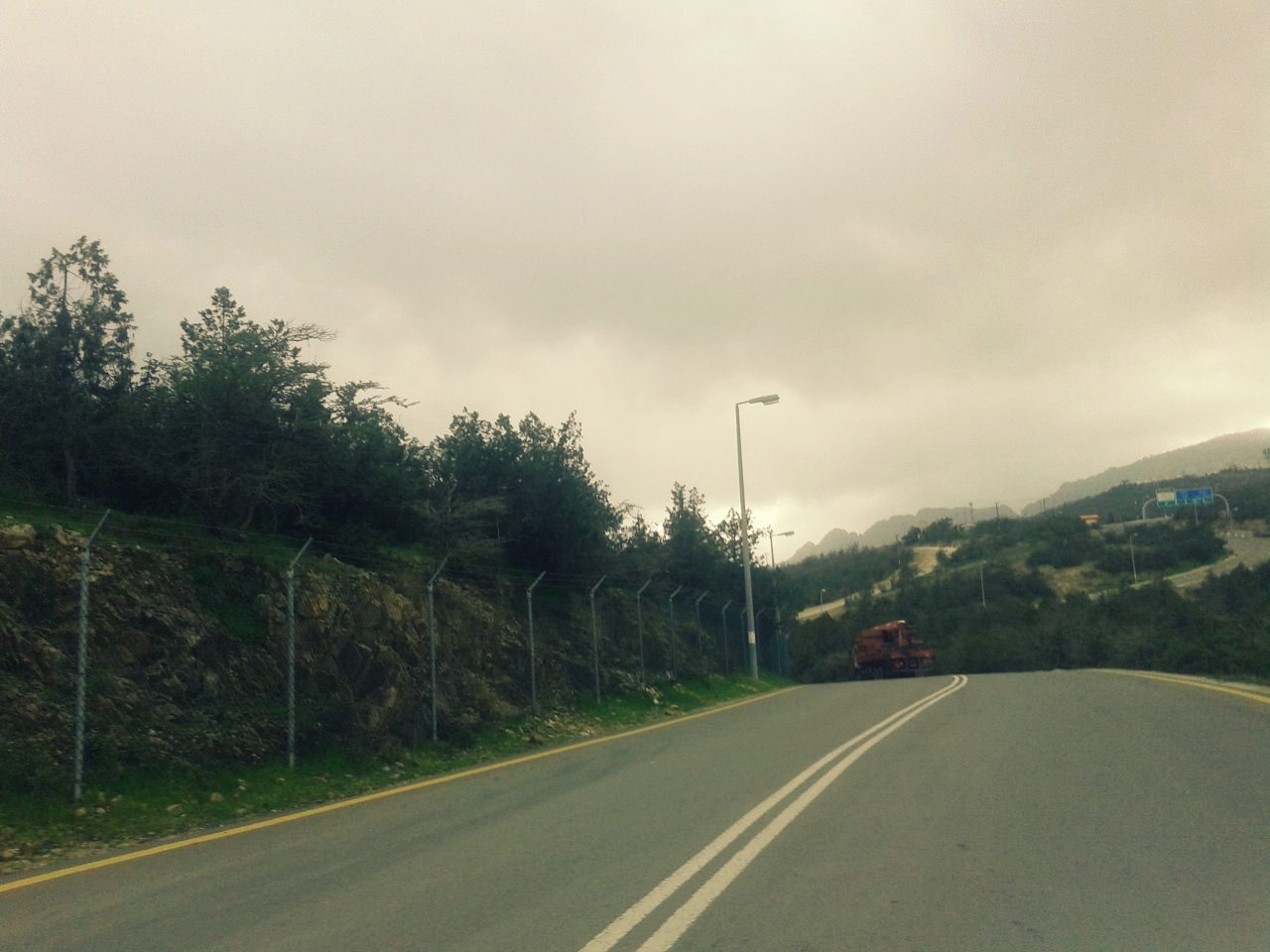
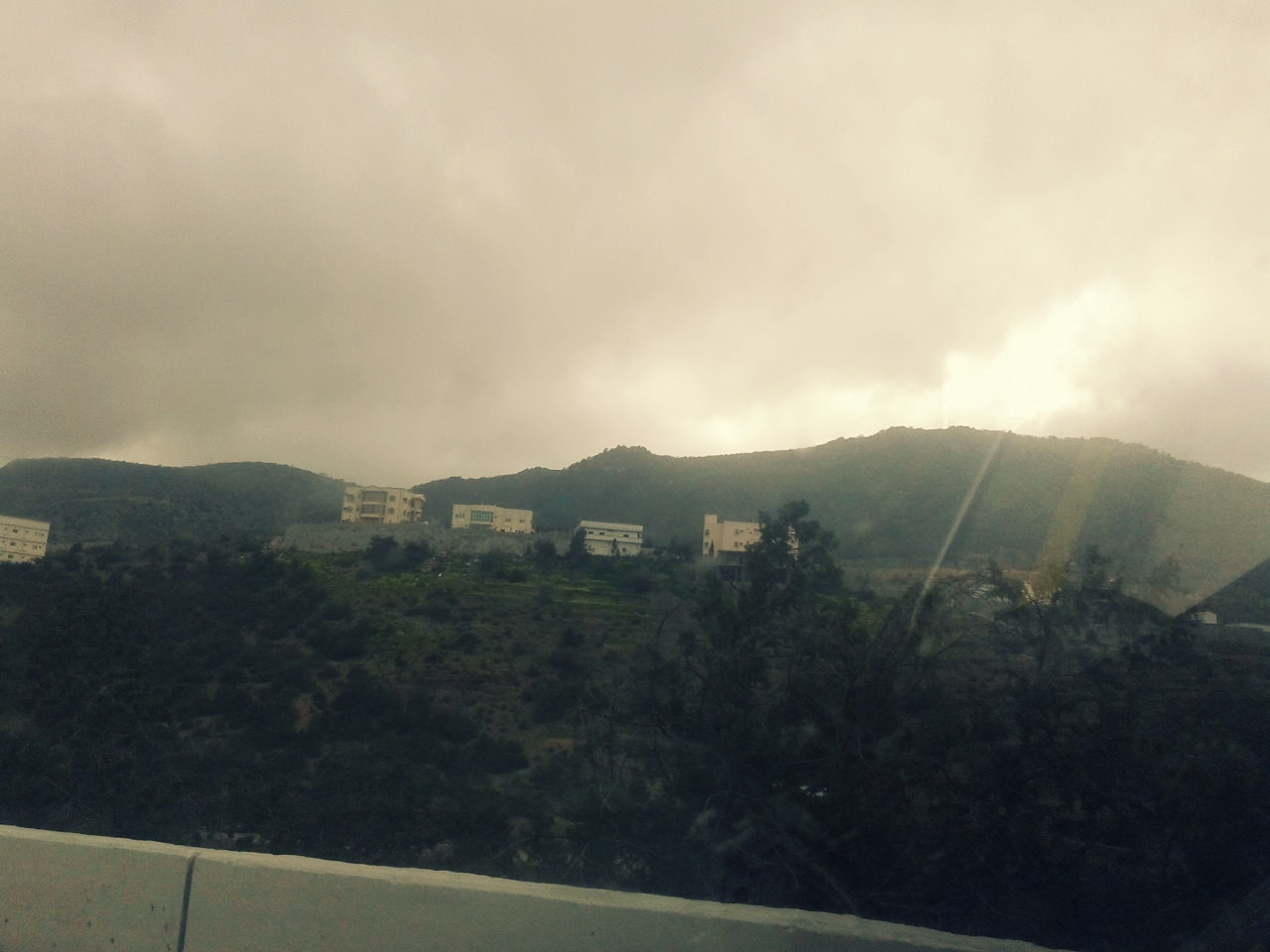
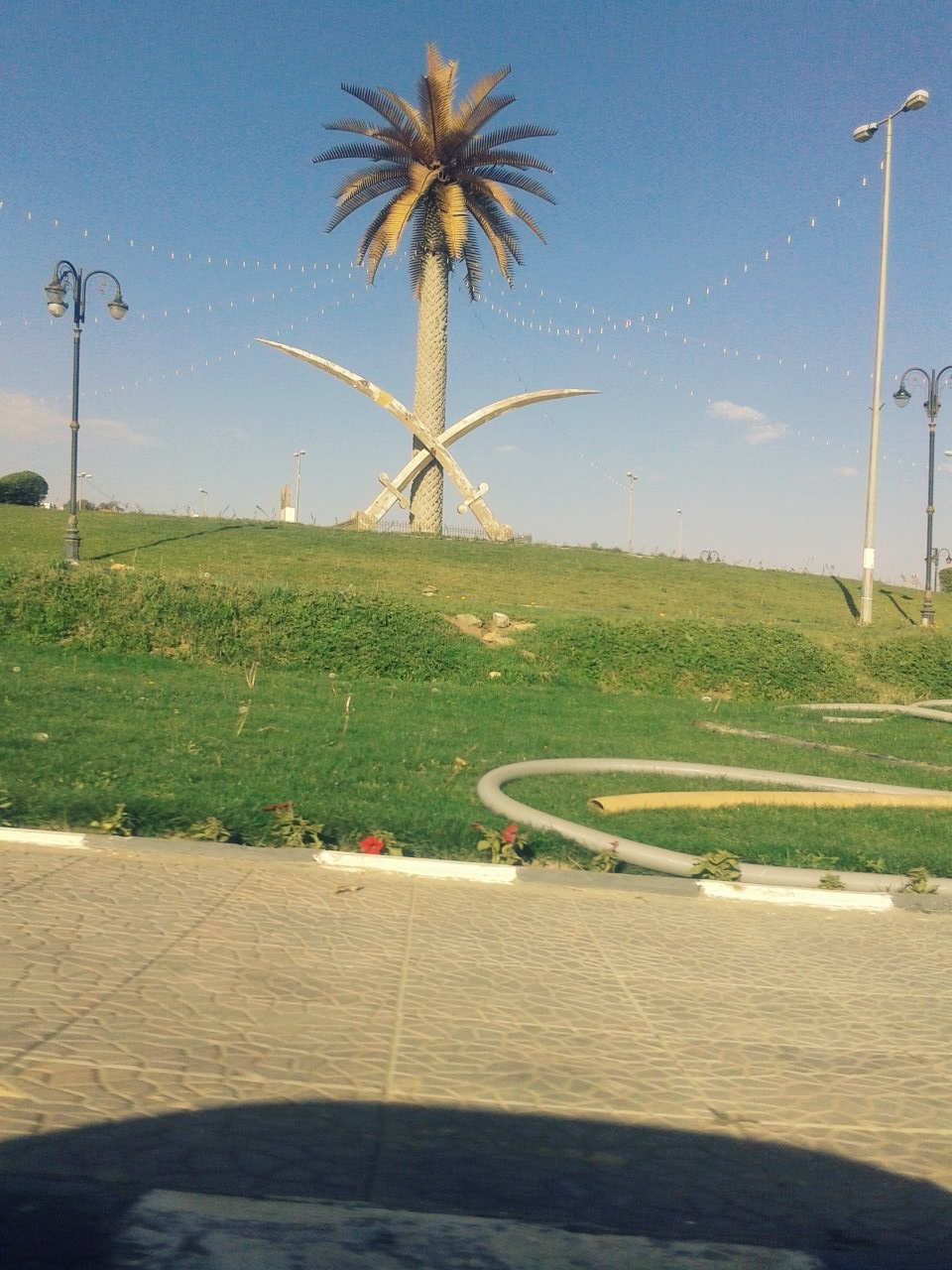
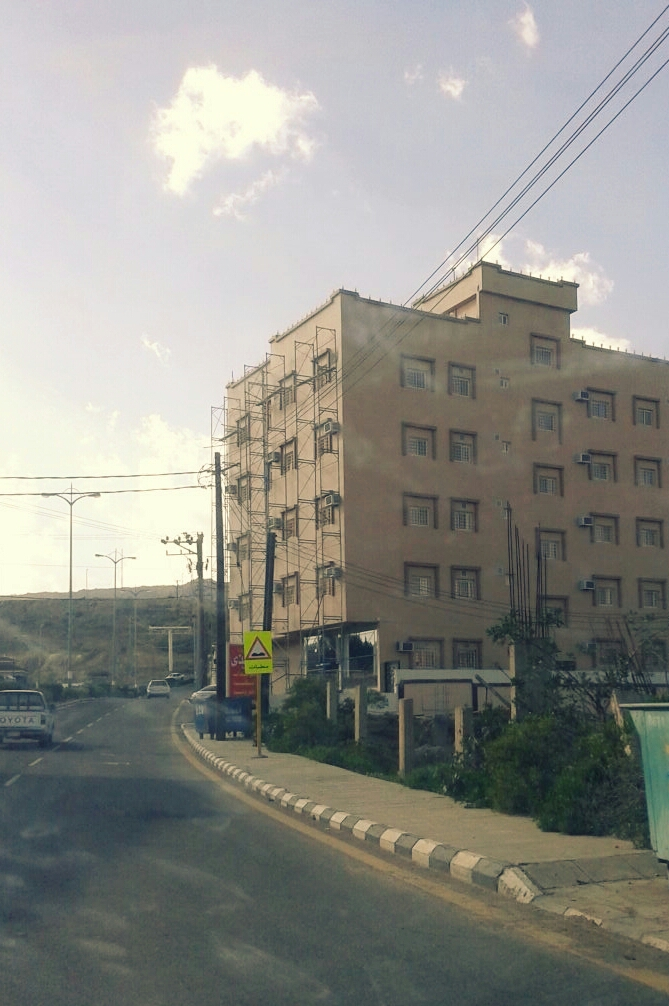
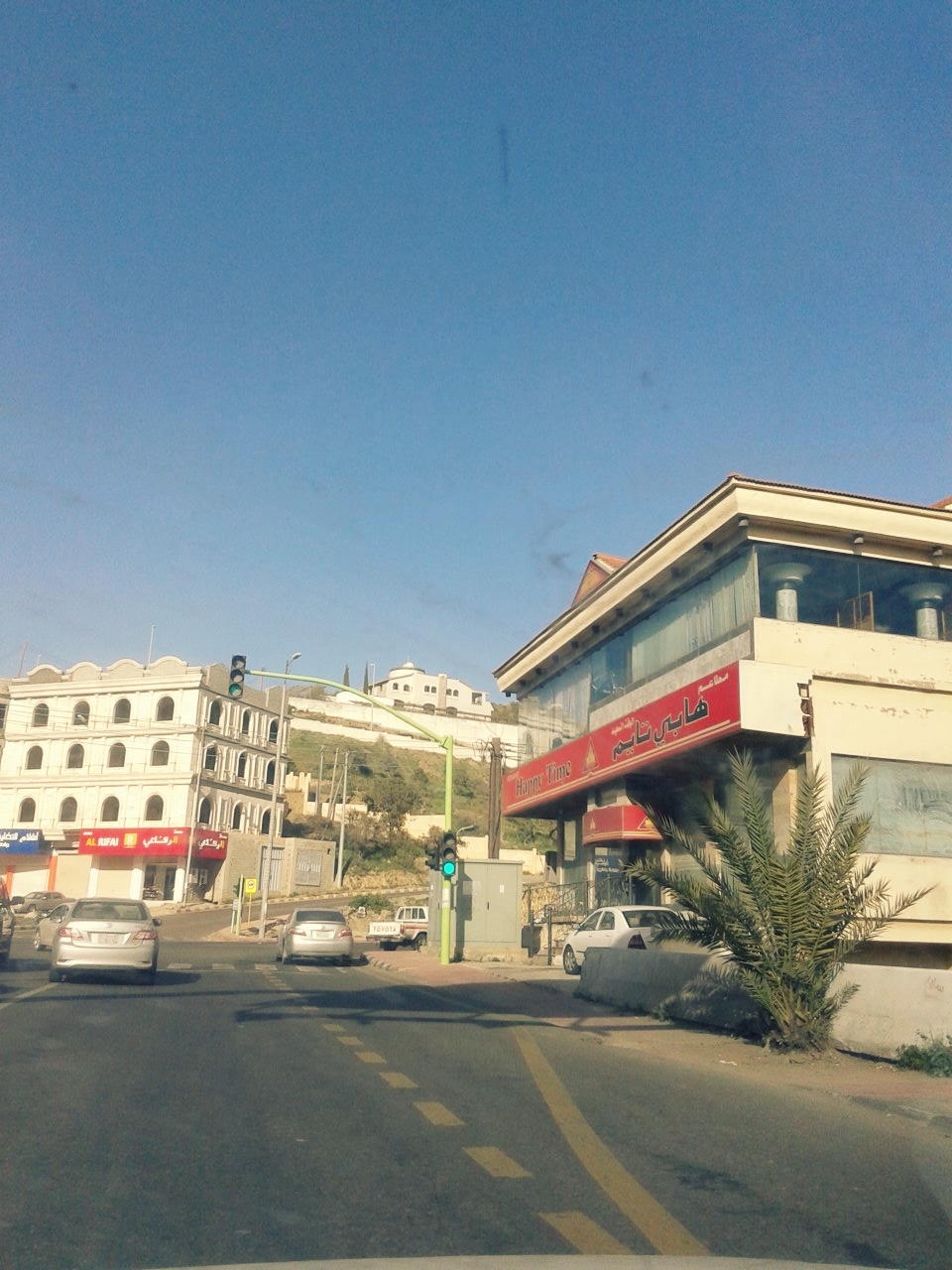
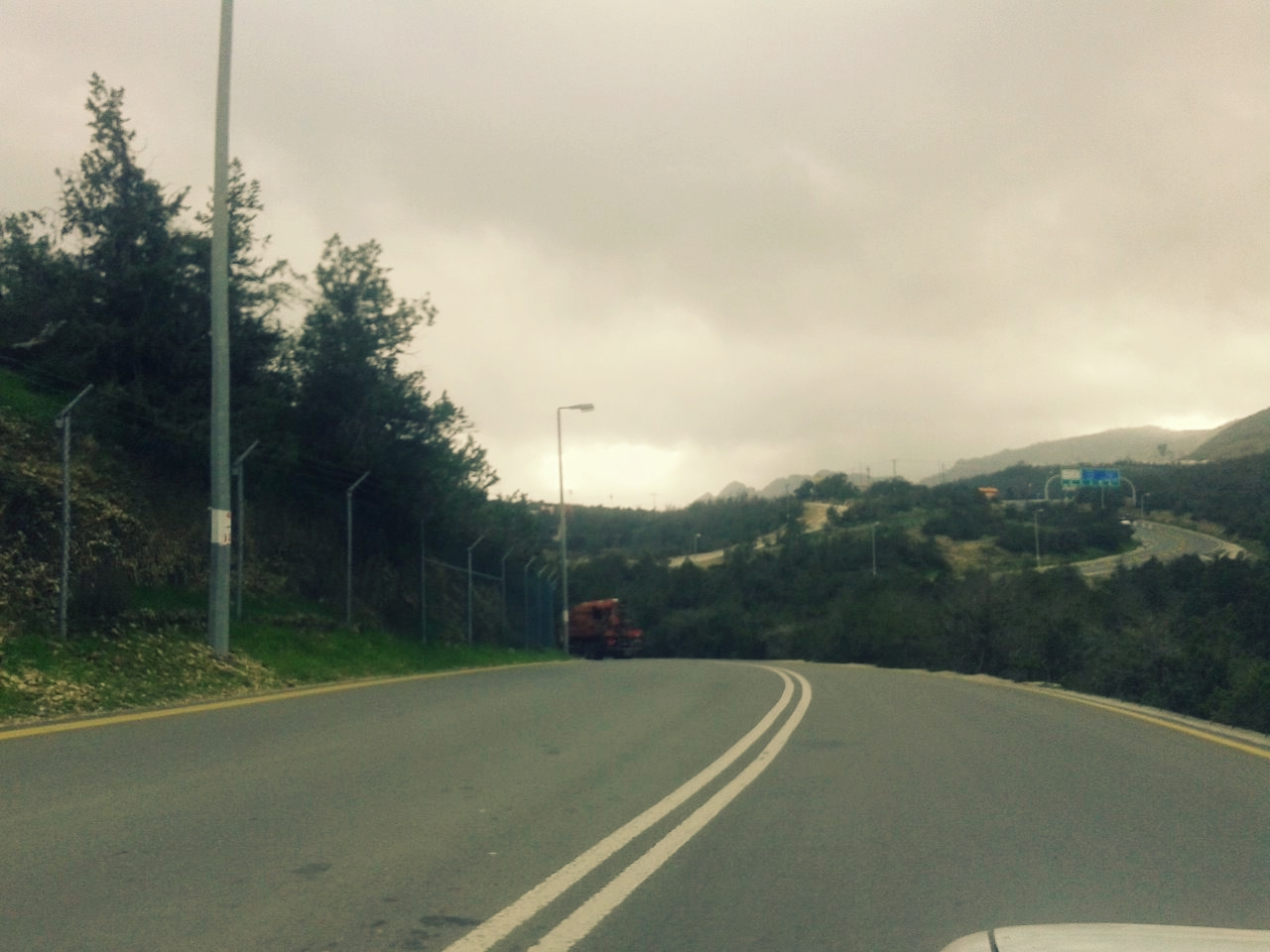
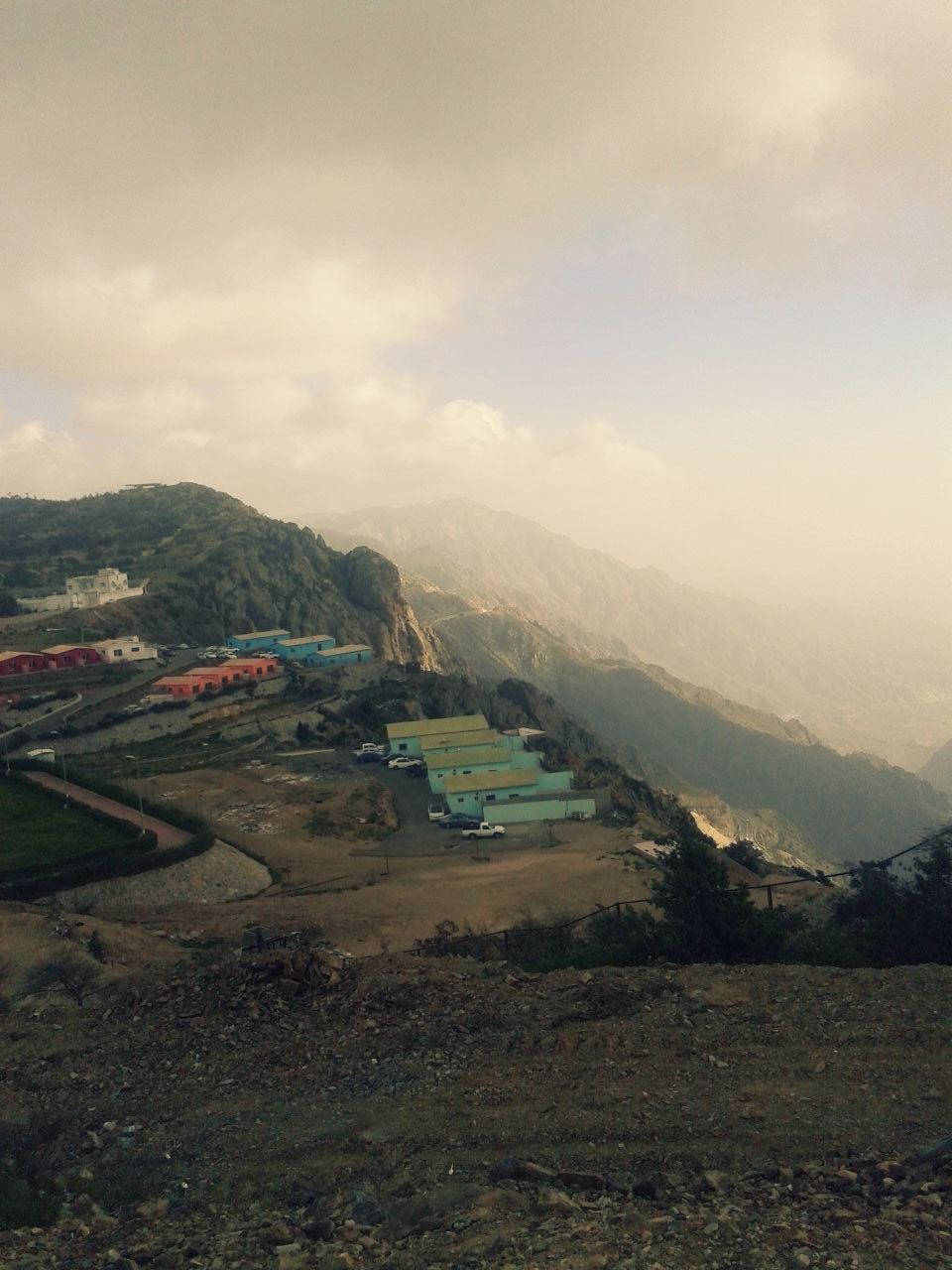
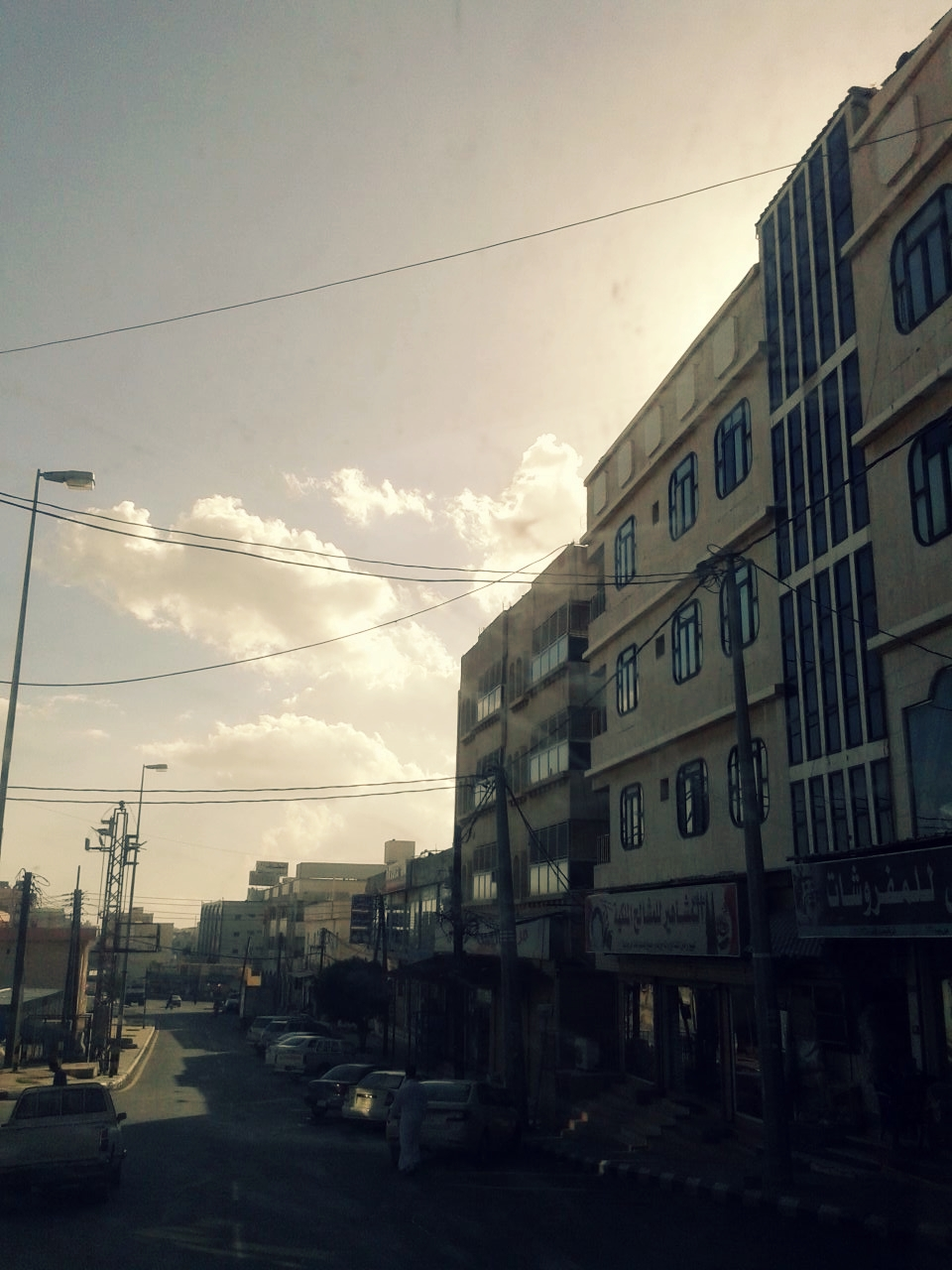
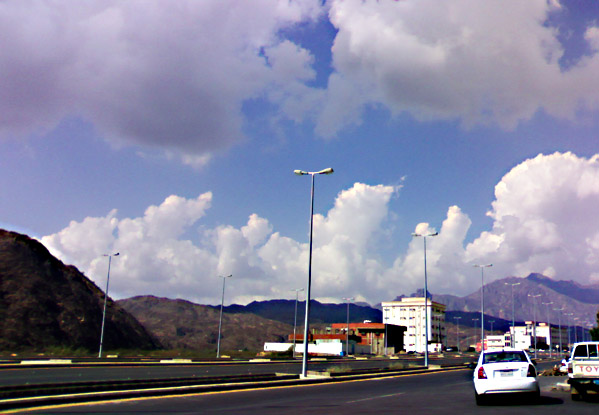
طريق المخواة - قلوة
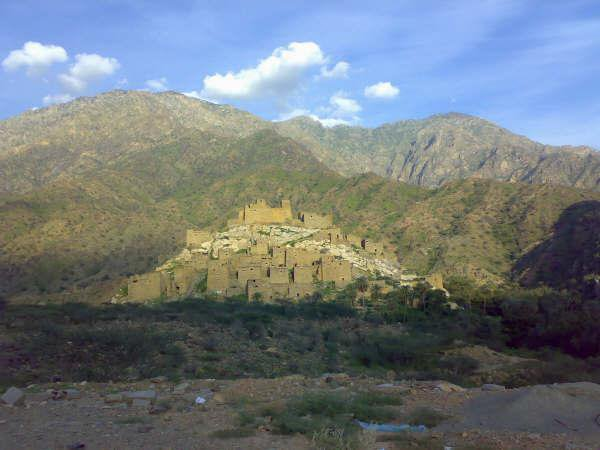
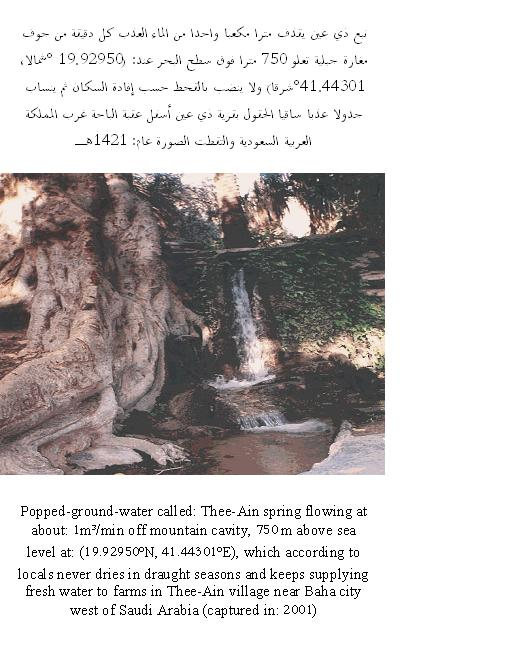
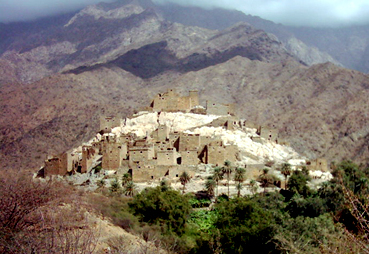
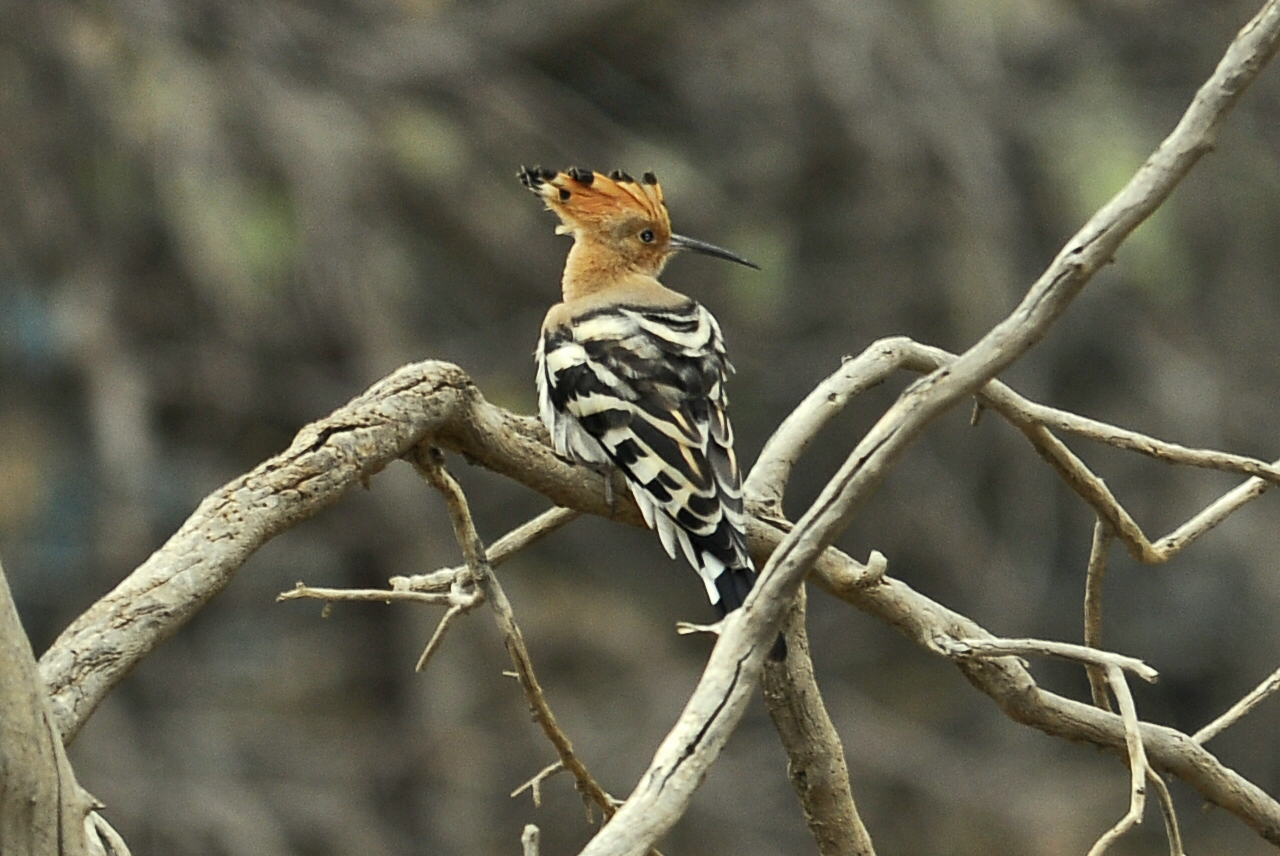
طائر الهدهد أكثر أنواع الطيور انتشارا بالباحة
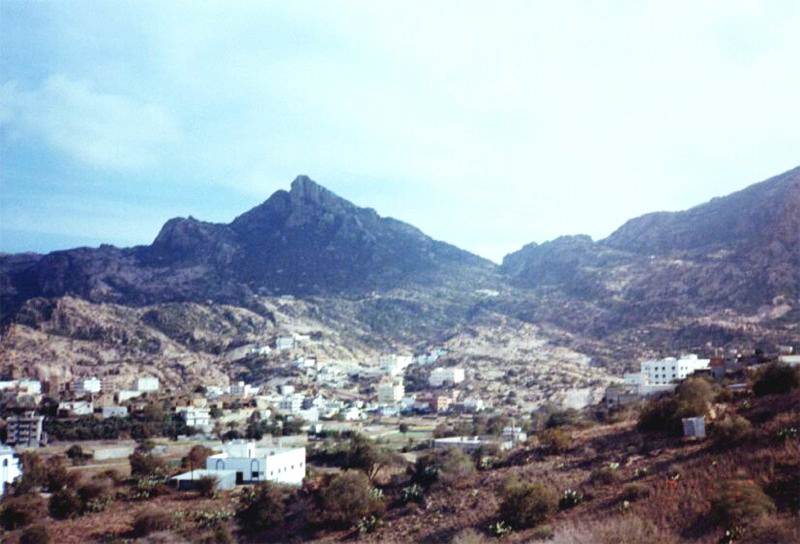
جبل أثرب - حوالة
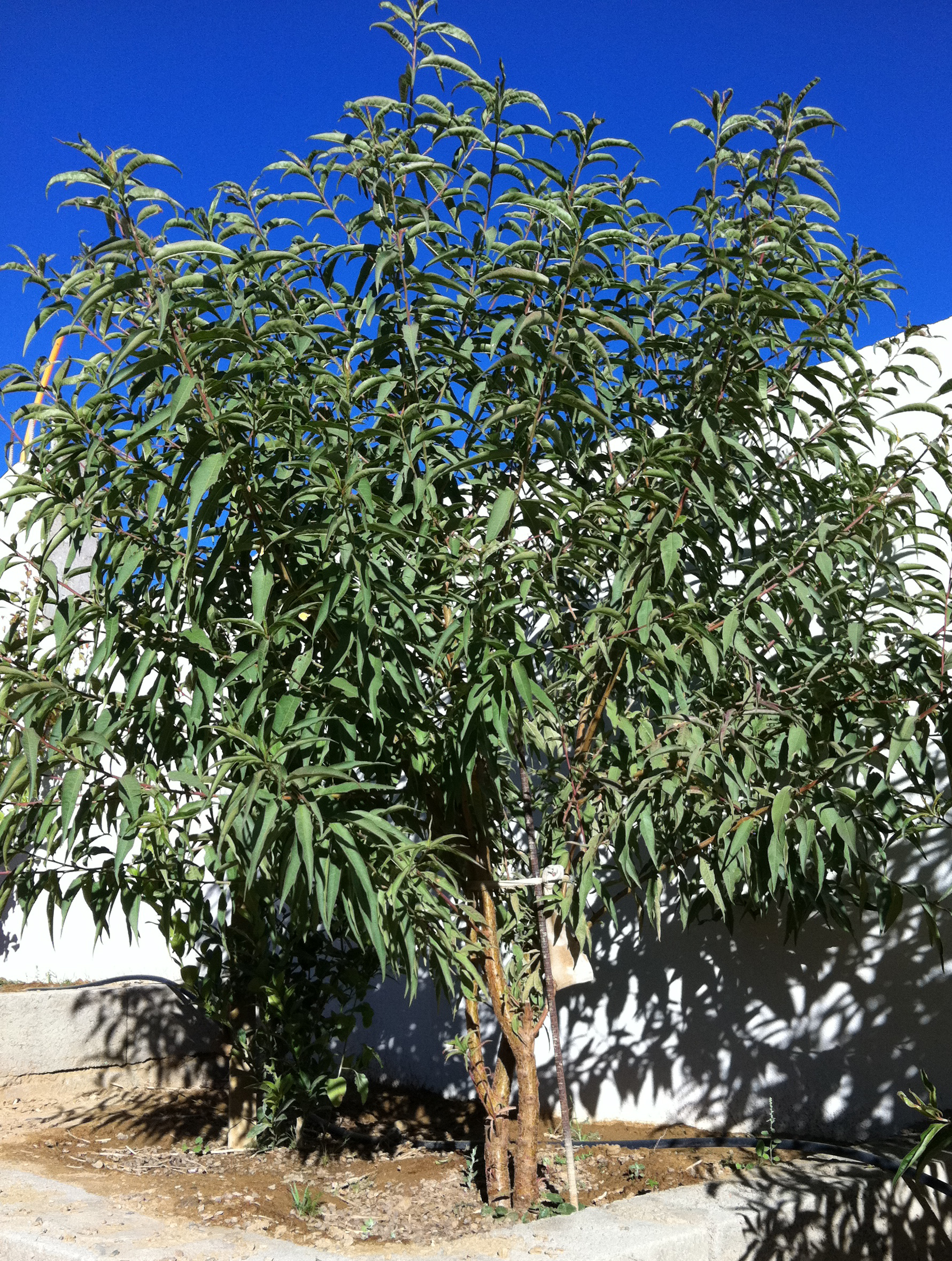

## وصلات خارجية
- موسوعة الباحة الإلكترونية